# 鹿児島県
鹿児島県（かごしまけん）は、日本の九州地方に位置する県。県庁所在地は鹿児島市。
薩摩半島・大隅半島の二つの半島と多くの離島を有する。

## 概要
令制国の薩摩国と大隅国に該当するが、824年まで多禰国、1581年まで肥後国、1872年まで日向国、1879年まで琉球国、1897年まで日向国だった地域もある。
島津家が藩主を務めていた薩摩藩は、幕末期には長州藩（現在の山口県）とともに薩長同盟を締結して明治維新に大きく貢献した。そのため、西郷隆盛や大久保利通、松方正義、五代友厚など政財界の要人を多数輩出した。
霧島山、桜島、種子島宇宙センター、世界自然遺産の屋久島、奄美大島や徳之島などがあり、自然・文化・観光・産業などの面において、豊富な資源を有している。県庁所在地の鹿児島市は南九州地方における主要都市の代表格として栄えている。

## 名称
鹿児島神宮（霧島市隼人町）に由来する。「鹿児島」の語源は、天津日高彦穂々出見尊（山幸彦）が海神宮（わたつみ）に行く際に乗った舟が鹿児山で作られたという説や、「神籠もる島」という説、「カゴ」は崖という意味で、四方が崖に囲まれている桜島は「カゴ島」と謂われ、鹿児島は桜島の古い名であるという説、など諸説ある。
現在鹿児島市と鹿児島神宮は離れているが、鹿児島郡設置当初は天降川までが鹿児島郡内であった。

## 地理・地域

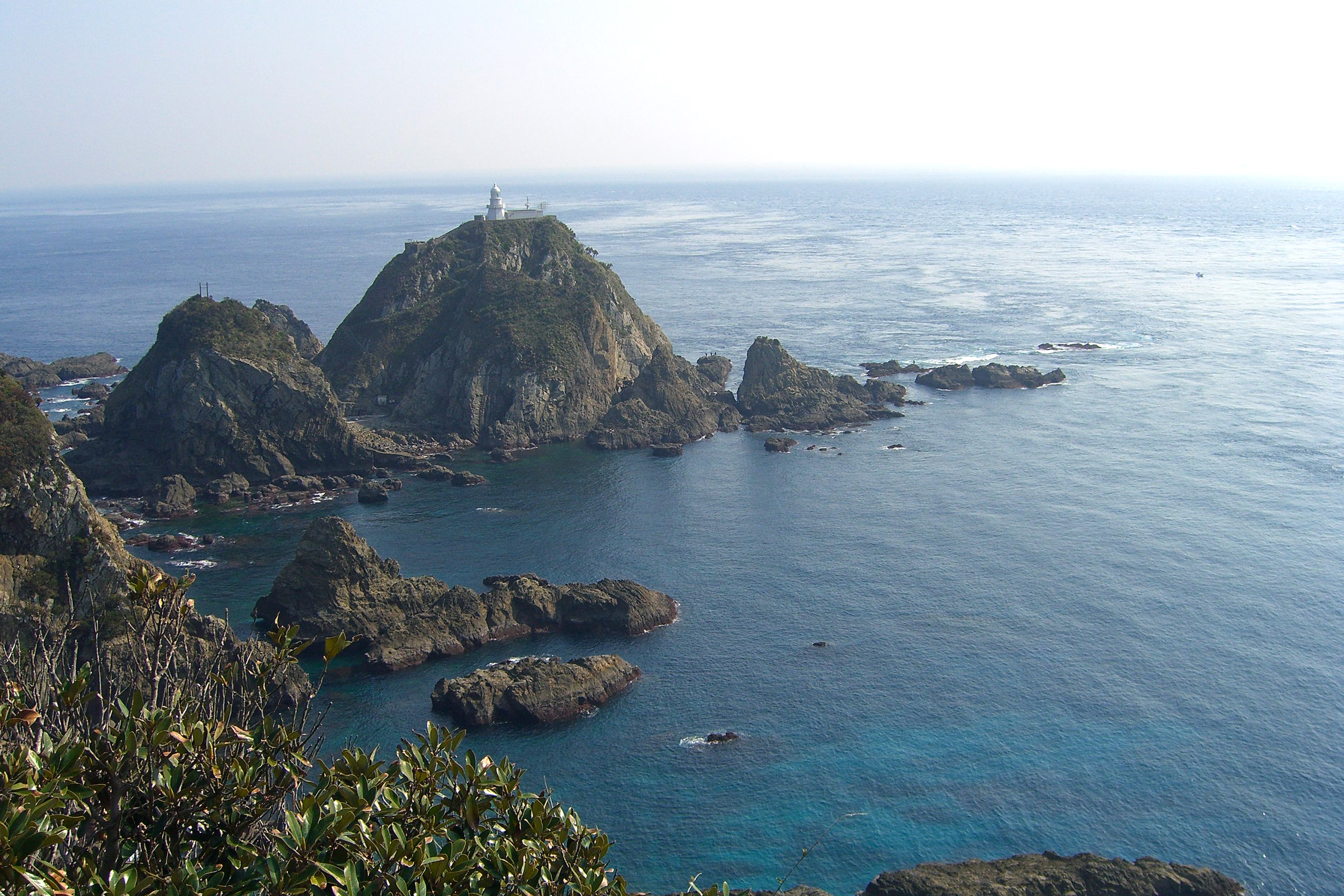
九州本島最南端の佐多岬。鹿児島湾東岸の大隅半島最南端に位置する。

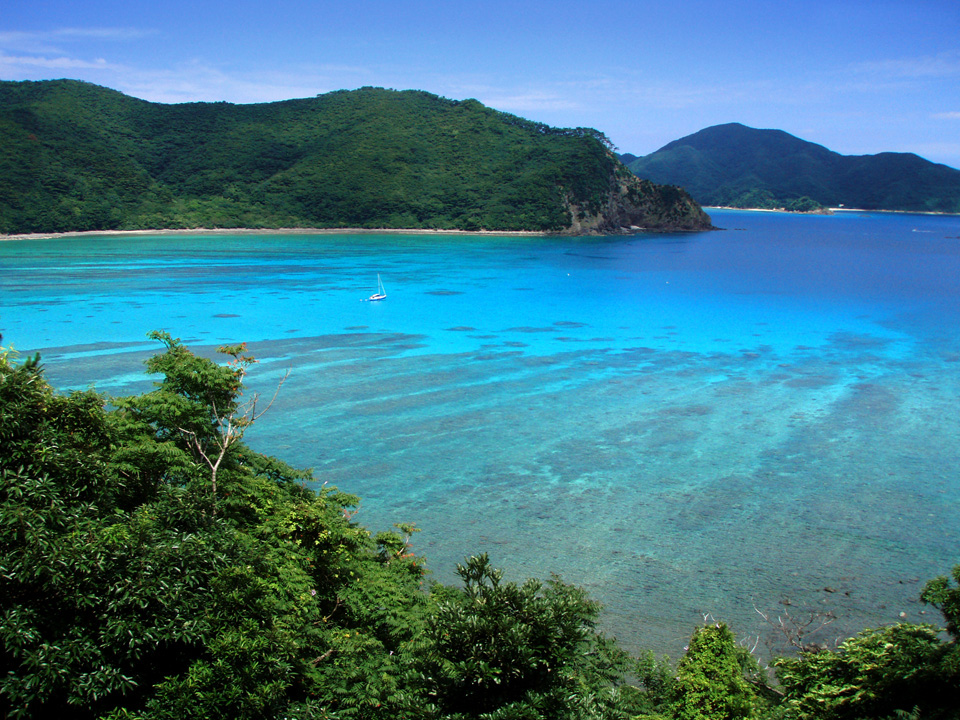
奄美大島のマネン崎

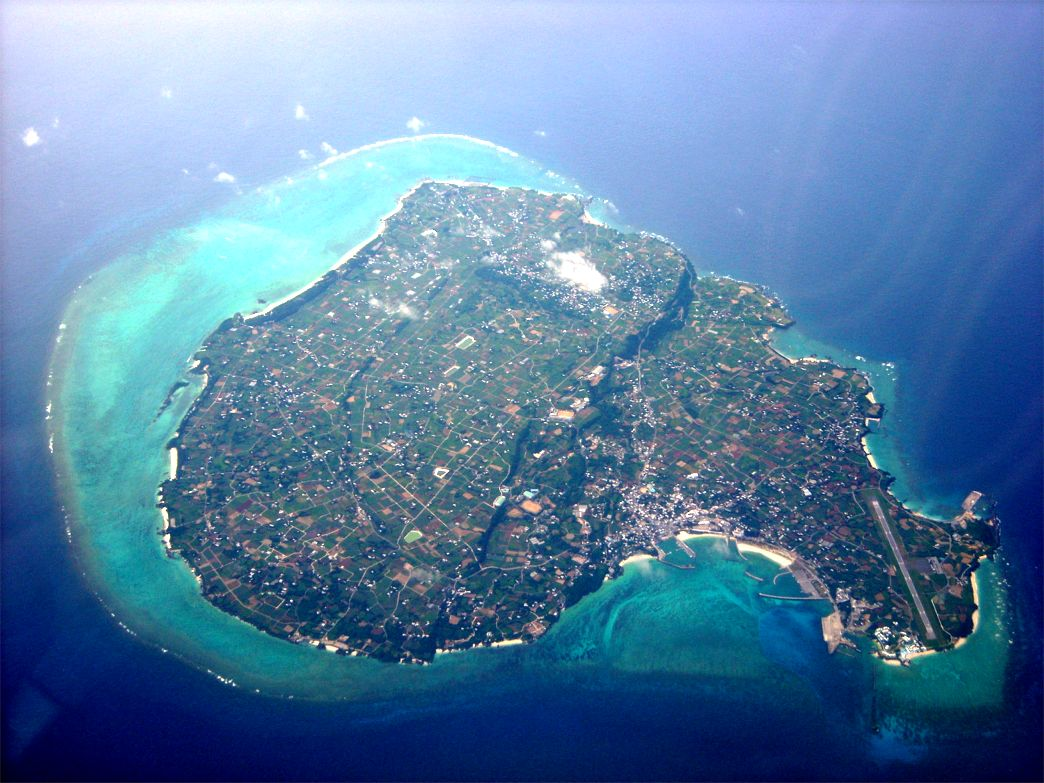
鹿児島県最南端かつ最西端の与論島

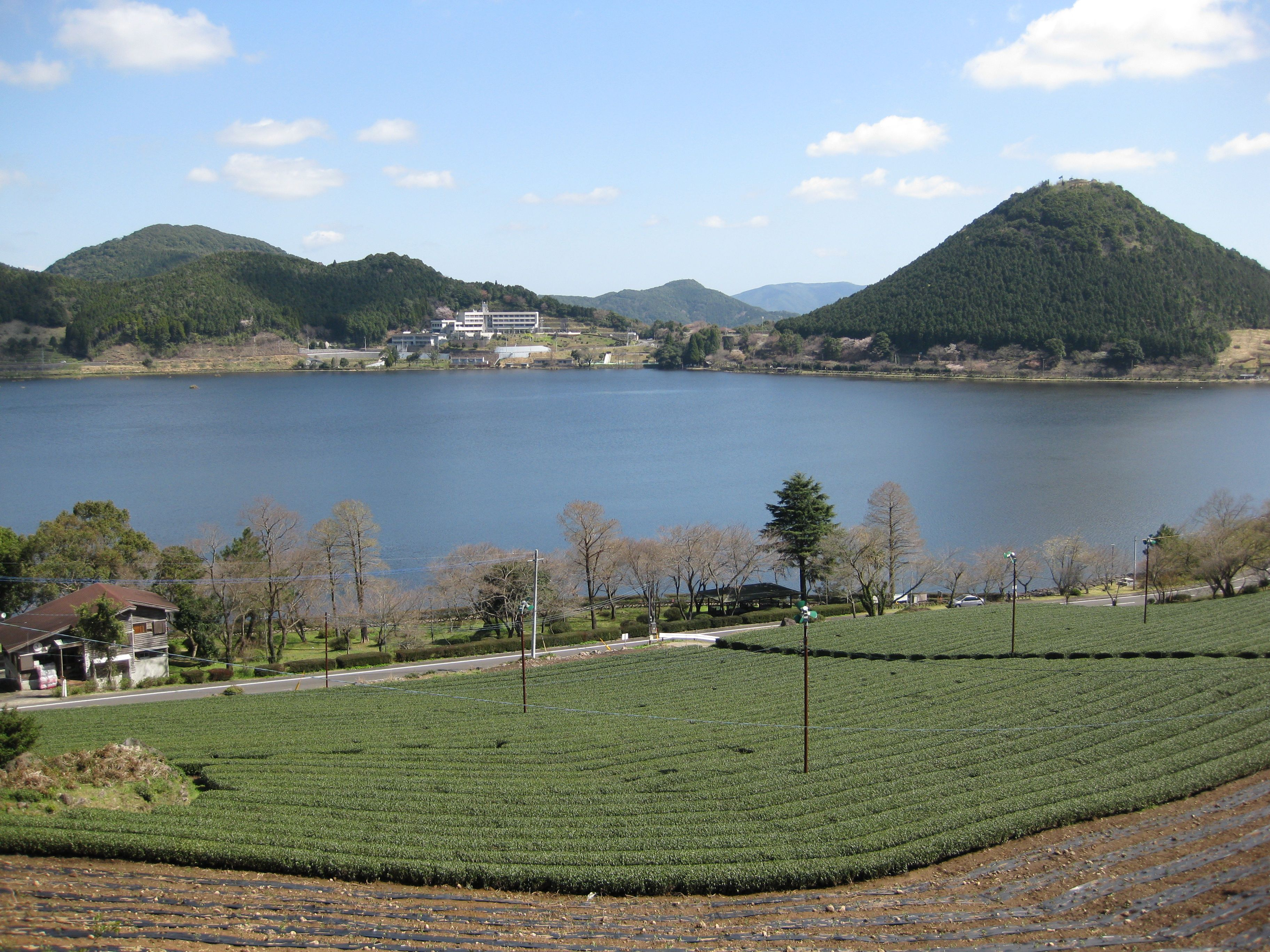
ラムサール条約指定地である藺牟田池

世界遺産に登録されている屋久島の縄文杉

離島には天草諸島の一部（長島列島）、甑島列島、宇治群島、草垣群島、薩南諸島（大隅諸島・トカラ列島・奄美群島）などがあり、鹿児島湾内・志布志湾内にもある。離島の数は1,256に上り、長崎県・北海道に次ぐ全国3位。うち有人離島の数は28で、離島人口は全国1位である。
東端は志布志町内之倉、南端かつ西端は与論島、北端は獅子島で、南北約600km、東西約270kmにわたる。海岸線延長は2,643kmに及び、北海道・長崎県に次ぐ全国3位。本土・島嶼部を合わせた県域全体の面積は 9,187 km2 で、全国10位、近畿地方以西の西日本で最大となる。
本土は、霧島山を除けば大部分はシラス台地の地質からなっており、水はけがよく非常に脆い。また、低地や平野が極端に少ないために、県内のほとんどの市町は周囲が山に囲まれている。それ故に各市町は本土の各地に点々と散らばっている。
古くから活火山として知られる桜島をはじめ、噴火活動の頻度の高い火山が多くある。温泉の数も多く、泉源数は約2,730で、大分県に次ぐ全国2位で、県内の入浴施設のほとんどが温泉である。

### 地形
- 半島
薩摩半島・大隅半島
- 岬
佐多岬・火崎（大隅半島）、長崎鼻・野間岬・唐岬・坊岬・開聞崎・高崎鼻 （薩摩半島）、門倉崎・喜志鹿崎（種子島）、笠利崎（奄美大島）
- 山地
国見山地・高隈山地・肝属山地・出水山地
- 平野
川内平野・肝属平野・出水平野・国分平野
- 盆地
大口盆地
- 台地（シラス台地）
笠野原・野井倉（大隅半島）
- 湾
鹿児島湾（錦江湾）、志布志湾、内之浦湾
- 河川
川内川・大淀川・肝属川・甲突川・万之瀬川・菱田川・天降川・雄川 他
- 湖沼
池田湖・藺牟田池・大浪池・鰻池
- 有人島
獅子島・伊唐島[注釈 3]・諸浦島[注釈 4]・長島[注釈 5]
桂島
上甑島・中甑島・下甑島
新島
種子島・馬毛島
屋久島・口永良部島
竹島・硫黄島・黒島
口之島・中之島・諏訪之瀬島・平島・悪石島・小宝島・宝島
奄美大島・加計呂麻島・請島・与路島・喜界島・徳之島・沖永良部島・与論島
- 無人島
宇治群島・草垣群島・昭和硫黄島・デン島・臥蛇島・小臥蛇島・横当島・上ノ根島・七尾島
- 火山
霧島山・桜島・開聞岳・硫黄島・口永良部島・口之島・中之島・諏訪之瀬島
- 隣接都道府県
熊本県・宮崎県・沖縄県

### 気候
北端の蜂ノ島のすぐ南に獅子島が位置しており、無人島を除いても南北の距離は約600kmに及び、緯度も5度以上異なる。本土北部の大口盆地のような積雪地域もあれば、奄美群島のような亜熱帯地域も存在する。鹿児島地方気象台のほかに名瀬測候所が設置されており、トカラ列島と奄美群島が「奄美地方」、県内の他の地域と宮崎県が「九州南部」と季節予報区分が異なる。
鹿児島県本土は冬は温暖で、夏は日照時間も多いが降水量は多い。真夏日は長い期間続くが、猛暑日はそれほど多くなく、県内の最高気温記録は肝付町肝付前田の38.5℃で、沖縄県、宮城県、神奈川県に次いで低い。南国のイメージが強いが、薩摩半島は東シナ海に面するため、大陸からの寒気の影響を受けやすく、冬は厳しい寒さとなることがある。冬節風の風向次第では多量の雪雲が供給されるため鹿児島市の中心部でも積雪に見舞われることがあり、2011年1月1日には鹿児島市内でも25cmの積雪を観測するなど、九州の県庁所在地の中で最も積雪する回数が多い。また、屋久島の山岳部では毎年のように積雪があり、種子島・屋久島の平野部でもごく稀に降雪するため、積雪観測地では日本最南端である。また、1901年2月12日及び2016年には奄美市名瀬で降雪が観測されたことがある。2005年3月に奄美大島の山地での積雪が写真家によって確認されるなど、標高の高いところでは近年でもまれに降雪や積雪が見られるが、気象台や測候所での観測ではないため、公式記録とはならない。
夏から秋にかけては台風の影響を受ける。特に薩南諸島（大隅諸島・トカラ列島・奄美群島）には多くの台風が接近しており、専門家から『日本有数の台風銀座の鹿児島県』と言われている。1951年（昭和26年）以降の台風上陸数が日本一の県であり、その中には日本列島に大被害をもたらした「枕崎台風」「ルース台風」「洞爺丸台風」「台風13号（1993年）」「台風16号（2004年）」などがある。
| 平年値 （月単位） | 平年値 （月単位） | 甑島列島        | 薩摩地方      | 薩摩地方        | 薩摩地方      | 薩摩地方            | 薩摩地方        | 薩摩地方        | 薩摩地方      | 薩摩地方      | 薩摩地方      | 薩摩地方       | 大隅地方        | 大隅地方      | 大隅地方       | 大隅地方        | 大隅地方        |
| 平年値 （月単位） | 平年値 （月単位） | 薩摩川内市 中甑 | 阿久根        | 日置市 東市来   | 伊佐市 大口   | さつま町 さつま柏原 | 薩摩川内市 川内 | 霧島市 溝辺     | 鹿児島        | 鹿児島市 喜入 | 指宿          | 枕崎           | 霧島市 牧之原   | 鹿屋市 輝北   | 志布志         | 鹿屋            | 肝付町 肝付前田 |
| ----------------- | ----------------- | --------------- | ------------- | --------------- | ------------- | ------------------- | --------------- | --------------- | ------------- | ------------- | ------------- | -------------- | --------------- | ------------- | -------------- | --------------- | --------------- |
| 平均 気温 (°C)    | 最暖月            | 27.4 （8月）    | 26.8 （8月）  | 26.5 （8月）    | 25.7 （8月）  | 27.0 （8月）        | 27.2 （8月）    |                 | 28.2 （8月）  | 27.7 （8月）  | 27.6 （8月）  | 27.3 （8月）   | 24.8 （8月）    | 24.9 （8月）  | 26.2 （8月）   | 26.8 （8月）    | 27.0 （8月）    |
| 平均 気温 (°C)    | 最寒月            | 9.1 （1月）     | 7.5 （1月）   | 7.2 （1月）     | 4.3 （1月）   | 5.8 （1月）         | 6.5 （1月）     |                 | 8.3 （1月）   | 8.5 （1月）   | 8.6 （1月）   | 8.6 （1月）    | 5.1 （1月）     | 5.7 （1月）   | 7.0 （1月）    | 7.1 （1月）     | 7.4 （1月）     |
| 降水量 (mm)       | 最多月            | 433.5 （6月）   | 403.0 （6月） | 426.2 （6月）   | 549.5 （6月） | 505.0 （6月）       | 439.0 （6月）   | 502.1 （6月）   | 442.9 （6月） | 478.4 （6月） | 432.5 （6月） | 432.5 （6月）  | 505.9 （6月）   | 521.6 （6月） | 424.0 （6月）  | 455.7 （6月）   | 413.1 （6月）   |
| 降水量 (mm)       | 最少月            | 90.0 （12月）   | 68.5 （12月） | 67.2 （12月）   | 54.2 （12月） | 64.5 （12月）       | 78.4 （12月）   | 50.1 （12月）   | 67.5 （12月） | 74.4 （12月） | 70.0 （1月）  | 70.0 （12月）  | 51.2 （12月）   | 62.3 （12月） | 52.3 （12月）  | 51.9 （12月）   | 58.6 （12月）   |
| 平年値 （月単位） | 平年値 （月単位） | 大隅地方        | 大隅地方      | 薩南諸島        | 薩南諸島      | 薩南諸島            | 薩南諸島        | 薩南諸島        | 薩南諸島      | 薩南諸島      | 薩南諸島      | 薩南諸島       | 薩南諸島        | 薩南諸島      | 薩南諸島       | 薩南諸島        | 薩南諸島        |
| 平年値 （月単位） | 平年値 （月単位） | 大隅地方        | 大隅地方      | 種子島          | 種子島        | 種子島              | 屋久島          | 屋久島          | トカラ列島    | 喜界島        | 奄美大島      | 奄美大島       | 奄美大島        | 徳之島        | 徳之島         | 沖永良部島      | 与論島          |
| 平年値 （月単位） | 平年値 （月単位） | 肝付町 内之浦   | 錦江町 田代   | 西之表市 種子島 | 中種子        | 南種子町 上中       | 屋久島          | 屋久島町 尾之間 | 十島村 中之島 | 喜界町 喜界島 | 奄美市 笠利   | 奄美市 名瀬    | 瀬戸内町 古仁屋 | 天城          | 伊仙           | 和泊町 沖永良部 | 与論町 与論島   |
| 平均 気温 (°C)    | 最暖月            | 27.1 （8月）    | 25.3 （8月）  | 27.8 （8月）    |               | 26.4 （8月）        | 26.9 （8月）    | 27.4 （8月）    |               |               |               | 28.4 （7月）   | 28.0 （7月）    |               | 27.9 （7月）   | 28.2 （7,8月）  |                 |
| 平均 気温 (°C)    | 最寒月            | 8.8 （1月）     | 6.5 （1月）   | 11.5 （1月）    |               | 10.4 （1月）        | 11.4 （1月）    | 12.5 （1月）    |               |               |               | 14.6 （1月）   | 14.8 （2月）    |               | 14.7 （1,2月） | 16.1 （2月）    |                 |
| 降水量 (mm)       | 最多月            | 532.0 （6月）   | 446.5 （6月） | 416.4 （6月）   |               | 520.3 （6月）       | 697.1 （6月）   | 545.8 （6月）   |               | 258.3 （6月） |               | 401.2 （6月）  | 311.2 （6月）   |               | 271.4 （6月）  | 264.2 （6月）   | 197.1 （5月）   |
| 降水量 (mm)       | 最少月            | 66.5 （12月）   | 67.9 （12月） | 84.7 （12月）   |               | 110.9 （12月）      | 230.4 （12月）  | 94.6 （12月）   |               | 91.4 （12月） |               | 158.2 （12月） | 84.3 （12月）   |               | 87.0 （12月）  | 100.1 （12月）  | 80.0 （12月）   |

### 自然公園
- 国立公園
  - 霧島錦江湾国立公園、屋久島国立公園、雲仙天草国立公園、奄美群島国立公園
- 国定公園
  - 日南海岸国定公園、甑島国定公園
- 県立自然公園
  - 阿久根県立自然公園、吹上浜県立自然公園、藺牟田池県立自然公園、坊野間県立自然公園、川内川流域県立自然公園、高隈山県立自然公園、大隅南部県立自然公園、トカラ列島県立自然公園

### 世界遺産

#### 自然遺産
- 屋久島（屋久島町） - 1993年登録
- 奄美・徳之島 【奄美大島、徳之島、沖縄島北部及び西表島】（奄美市・大和村・宇検村・瀬戸内町・徳之島町・天城町・伊仙町）  ｰ  2021年登録

#### 文化遺産
- 明治日本の産業革命遺産 製鉄・製鋼、造船、石炭産業 - 2015年登録
  - エリア2 鹿児島（鹿児島市）
    - 2-1 旧集成館
      - 旧集成館反射炉跡
      - 旧集成館機械工場
      - 旧鹿児島紡績所技師館

    - 2-2 寺山炭窯跡
    - 2-3 関吉の疎水溝

### ラムサール条約登録地域
- 藺牟田池（薩摩川内市） - 2005年11月8日登録
- 屋久島永田浜（屋久島町） - 2005年11月8日登録
- 出水ツル渡来地 - 2021年11月18日登録[4][5]

### 地域区分

地域区分

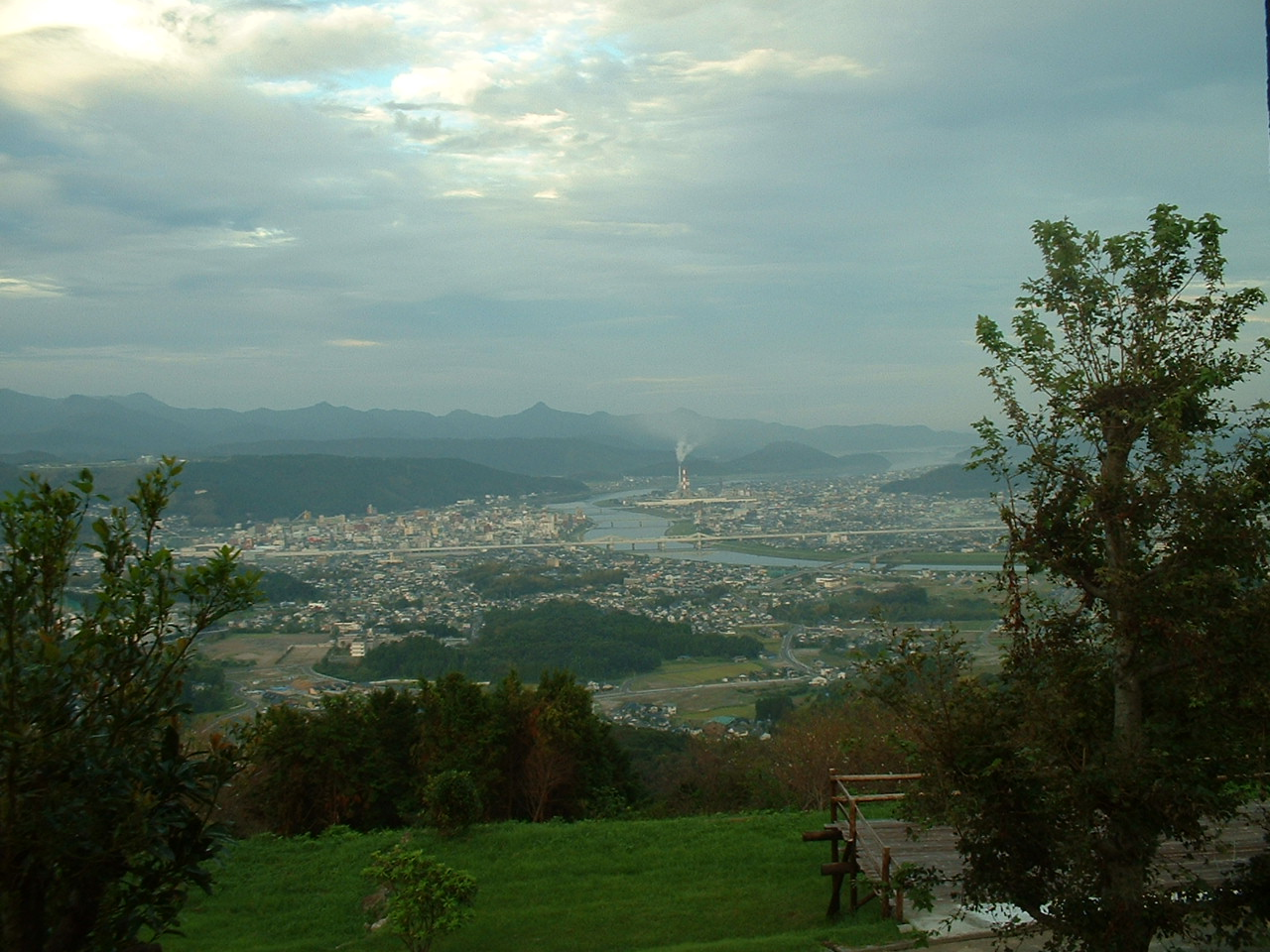
薩摩川内市

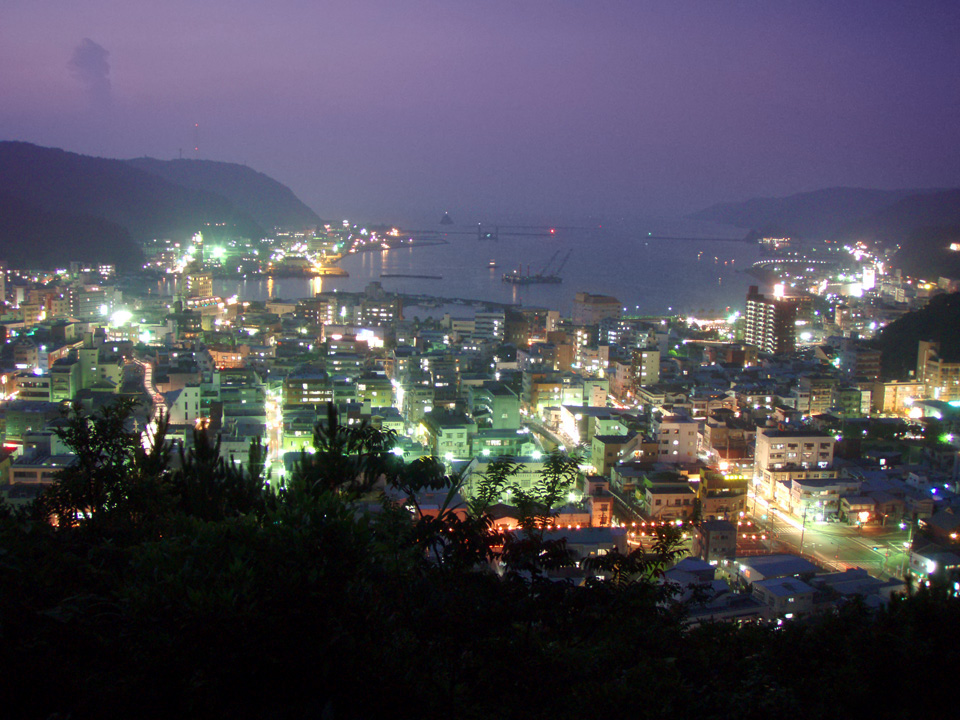
奄美市名瀬

以下の19市8郡20町4村がある。町はすべて「ちょう」、村は鹿児島郡2村が「むら」、大島郡2村が「そん」という読み方である。◎印は中核市、☆は地域中核都市である。これは鹿児島県が指定した人口10万人以上の市で、施行時特例市・中核市並の権限を委譲されている。
以下、7つの地域振興局ごとに市町村を記述する。

#### 鹿児島地域
カラー： 
- 鹿児島市◎（県庁所在地）
- 日置市
- いちき串木野市
- 鹿児島郡
  - 三島村 - 十島村

鹿児島地域は、薩摩半島の中央部に位置する3市と、薩摩半島の南西に位置する三島村、屋久島と奄美大島の間に7つの有人離島が点在する十島村からなり、南北300kmの広がりを有している。3市は、東側に桜島、錦江湾を望み、西側には日本三大砂丘の一つで白砂青松の吹上浜によって東シナ海に面しており、それぞれの地域は国立公園、県立自然公園に指定されている。三島村黒島、十島村宝島には、国指定天然記念物の森林植物群落があるほか、渡瀬線で区分される亜熱帯と温帯の生物群が見られる。また、日常的に噴煙を上げる桜島、諏訪之瀬島をはじめ5つの活火山が存在するとともに、多様で豊富な温泉資源に恵まれているほか、桜島・錦江湾や三島村・鬼界カルデラの2つのジオパークが日本ジオパークとして認定されている。
県都鹿児島市を擁し、商業、文化、アミューズメント機能、オフィス、官公庁などの様々な都市機能が集積し、人・モノ・情報の交流拠点として重要に役割を担っている。また、北部九州や関西圏との時間的距離を格段に短縮した九州新幹線をはじめ、九州縦貫自動車道、南九州西回り自動車道などの高速交通網、離島航路の発着機能を持つ鹿児島港が整備されているとともに、国際線を有する鹿児島空港と短時間で結ばれるなど、陸・海・空の交通結節点としての機能を備えている。

#### 南薩地域
カラー： 
- 枕崎市
- 指宿市
- 南さつま市
- 南九州市

南薩地域は、吹上浜砂丘、坊・野間のリアス式海岸、開聞岳、池田湖、天然砂むし温泉など豊かな自然環境に恵まれている。
また、篤姫ゆかりの今和泉、知覧の武家屋敷群や特攻平和会館、秋目の鑑真記念館などの歴史的資源や川辺仏壇などの伝統工芸品、かつお節、お茶などの特産品があり、指宿菜の花マラソン、川辺二日市、吹上浜砂の祭典や枕崎港まつりなどの個性豊かな多彩なイベントが行われている。

#### 北薩地域
カラー： 
- 薩摩川内市☆
- 阿久根市
- 出水市
- 薩摩郡
  - さつま町
- 出水郡
  - 長島町

北薩地域は、県北西部に位置しており、九州三大河川の一つである川内川が流れ、陸繋島や陸繋砂州、潟湖など珍しい地形の見られる甑島をはじめとする島々、東シナ海に面した美しい海岸線やラムサール条約に登録された藺牟田池など豊かな自然に恵まれている。このほか、出水平野に飛来する鶴や奧薩摩のホタル、出水麓や入来の武家屋敷群、ブリやタケノコといった食材などが全国的に高い評価を受けている。
また、2011年春には九州新幹線が全線開業し、肥薩おれんじ鉄道の活用と併せて、観光客の増加が期待されている。

#### 姶良・伊佐地域
カラー： 
- 霧島市☆
- 伊佐市
- 姶良市
- 姶良郡
  - 湧水町

姶良・伊佐地域は、霧島山系をはじめとする景勝地や温泉、肥薩線を中心とする近代化産業遺産群など優れた自然や観光資源に恵まれている。
地域のほぼ中央に鹿児島空港が位置し、九州縦貫自動車道、東九州自動車道などの高速道路や日豊本線、肥薩線、吉都線などの鉄道が走る交通の要所でもあり、その利点を生かし、IT産業などの企業立地が進んでいる。
また、「霧島国際音楽ホール」、「霧島アートの森」、「上野原縄文の森」、「県民の森」など特色ある文化・交流施設が数多く存在している。

#### 大隅地域
カラー： 
- 鹿屋市☆
- 垂水市
- 曽於市
- 志布志市
- 曽於郡
  - 大崎町
- 肝属郡
  - 東串良町 - 錦江町 - 南大隅町 - 肝付町

大隅地域は、鹿屋市をはじめとする大隅半島の4市5町で、地域の面積は県全体の約23％を占めている。広大な土地、豊かな自然を活かした農林水産業が展開されており、農業生産額は県内の約4割を占めるなど、様々な食材に恵まれているほか、かのやばら園や本土最南端の佐多岬など観光資源として価値ある豊かな自然環境、景勝地を有している。

#### 熊毛地域
カラー： 
- 西之表市
- 熊毛郡
  - 中種子町 - 南種子町 - 屋久島町

熊毛地域は、種子島・屋久島とそれぞれの属島である馬毛島・口永良部島の4島からなっている。
種子島は、日本唯一の実用衛星打上げ基地を持つ宇宙への玄関口として、また日本で初めて鉄砲が伝来した歴史ある島として知られている。
屋久島は洋上アルプスと言われ、島の中央部には2000メートル近い山々がそびえたち、その自然のおりなす景観などが普遍的な価値を持つとして評価され、日本で初めて世界自然遺産登録がなされた島である。

#### 大島地域
- 奄美市
- 大島郡
  - 大和村 - 宇検村 - 瀬戸内町 - 龍郷町 - 喜界町 - 徳之島町 - 天城町 - 伊仙町 - 和泊町 - 知名町 - 与論町

大島地域は、奄美市及び大島郡（1市9町2村）からなり、地域内には、南北約400キロメートルに連なる、奄美大島、加計呂麻島、請島、与路島、喜界島、徳之島、沖永良部島、与論島の8つの有人島（奄美群島）がある。奄美群島は、奄美群島国立公園に属する景勝地をはじめ、輝く太陽のもとに広がるエメラルドグリーンの海、サンゴ礁の間を遊泳する色とりどりの熱帯魚、サンゴ礁が砕けてできた白い砂浜、特別天然記念物のアマミノクロウサギなどの希少な動植物、平均気温21℃前後の中で年間を通じて絶えることのない花々、ソテツ・アダン・ガジュマルなどの熱帯樹に囲まれた集落など、豊かな自然に恵まれた、亜熱帯の島々である。のような亜熱帯性・海洋性の優れた自然とともに、島口（方言）・島唄・八月踊り・六調踊りなどの伝統芸能や大島紬・黒糖焼酎さらには亜熱帯性の果物類など、個性的で多様な観光資源に恵まれている。

### 消滅した郡
- 日置郡
- 揖宿郡
- 川辺郡
- 伊佐郡

## 歴史

### 先史時代
今から約2万4000年前、姶良カルデラが大爆発を起こした。この時噴出した火山灰を姶良Tn火山灰と呼ぶ。そのAT火山灰は、遠く北海道まで達している。南九州では入戸火砕流などによりシラス台地が出来上がった。
1924年（大正13年）に指宿市の橋牟礼川遺跡で縄文土器が初めて発見されている。約6300年前のアカホヤ火山灰層より下層が縄文時代とされた。
種子島にある立切遺跡（たちきり、熊毛郡中種子町）の3万1000年前の火山灰層から、磨石（すりいし）・敲石（たたきいし）・礫群・焼土・土坑などが確認された。これらは後期旧石器人のキャンプ場と考えられている。
旧石器時代遺跡が、2005年（平成17年）の時点で約40カ所発見されている。約1万1000年前の掃除山遺跡（鹿児島市）、約1万2000年前の栫ノ原遺跡（南さつま市）、約9500年前の上野原遺跡（霧島市）など、日本国内最古級の定住集落跡が発見されている。

### 古代
古墳時代に入った4世紀末-5世紀前半には、肝属郡東串良町の唐仁大塚古墳（唐仁古墳群）や曽於郡大崎町の神領古墳群など、大隅半島の志布志湾周辺に畿内王権と結び付きの強い首長勢力が現れ、前方後円墳を築いた。同時期の薩摩半島では、4世紀代に日本列島西南端の古墳として南さつま市に奥山古墳（円墳）が出現した。また5世紀後半には指宿市に日本最南端の古墳である弥次ヶ湯古墳（円墳）が出現した。なお、日本最南端の前方後円墳は、肝属郡肝付町の塚崎古墳群51号墳（花牟礼古墳）である。
また、この時代の鹿児島県内では、大隅半島を中心に分布する地下式横穴墓や、薩摩郡さつま町の別府原古墳群など北薩地域に分布する板石積石棺墓（地下式板石積石室墓）など、かつては「隼人の墓制」と呼ばれたこともあった南九州地域独特の地下式墓制が出現した。なおこれらの地下式墓制については、1990年代以降の鹿児島県内における古墳の調査成果と研究の進展により、飛鳥・奈良時代の史料に現れる隼人と古墳時代の考古資料とを直接結びつける考え方を疑問視する意見が強まり、今日では「隼人の墓」という捉え方はほとんどなされていない。
飛鳥・奈良時代に入る7世紀末以降、薩摩・大隅地域の住民の一部は「隼人」と呼ばれた。律令国家の成立とともに隼人は次第に中央の律令制に組み込まれていく事になる。朝廷は太宰府から兵を送り702年（大宝2年）には唱更国（後の薩摩国）を設置し、また豊前国から713年（和銅6年）設置の大隅国にも人民を送り、朝廷の支配体制に組み込もうとする。これに対し7世紀末から8世紀前期まで4つの大きな反乱があり、中でも最大の反乱は720年（養老4年）- 721年（同5年）の隼人の反乱であり、この結果ついに平定される事になる。平定後の隼人は、9世紀初頭まで朝廷に朝貢する形態となっていたが、それ以降班田収授法が本格的に施行される。これらの時期と前後する7 - 8世紀ごろには、遣唐使船の行き来（南方航路）や、南島の島々（奄美、球美、信覚など）から朝廷への朝貢の動きもあった。
1026年（万寿3年）には大宰大監平季基が日向の都城に島津荘を初めて開墾したと伝わる。薩摩・大隅にも進出し日本国内でも有数の大規模な荘園を開墾した。称・桓武平氏流の鎮西平氏や薩摩平氏、河邊氏が南九州を領する事となり国人化していく。

### 中世
鎌倉時代の1185年（文治元年） 島津荘下司職に補任された島津忠久を祖とする島津氏が薩摩国・大隅国・日向国守護を独占するようになり、戦国時代期には戦国大名化した。また、島津氏が守護を務めた南九州の薩摩・大隅・日向のことを「三州」と称し、島津氏が戦国大名化した戦国期には「三州の太守」と称される事になる。ただし、大隅国と日向国の守護は比企能員の変に関与した疑いで早い時期に没収されており、更にに島津氏が県本土全域を支配するのは安土桃山時代に入ってからのことであり、三州に至っては1577年（天正5年）以降の10年程度に限られる。
中世には坊津、内之浦などが貿易港として中国、朝鮮、東南アジア地域との交易を盛んに行ったが、肥前（長崎県）などと同様に黒潮に乗って活動する倭寇の根拠地が南西諸島地域にあった。
- 1543年（天文12年） ポルトガル船が種子島に漂着し、鉄砲伝来する。その6年後、マラッカ（今のマレーシア）で出会った薩摩出身の元漁師のアンジロウという日本人の案内でフランシスコ・ザビエルが鹿児島に上陸し、キリスト教を伝える。
- 1574年（天正2年） 大隅の肝付氏が島津氏に降伏し、島津氏が県本土（薩摩・大隅）を統一[14]。
- 1577年（天正5年） 伊東氏を日向から追い出し、島津氏は三州のほぼ全域[15] を統一した[14]。
- 1587年（天正15年） 島津義久はほぼ九州全域を征服したが、豊臣秀吉に屈服し、領国は薩摩・大隅・日向（諸県郡）に押し込められた[16]。

### 近世
- 1609年（慶長14年）に薩摩藩は琉球出兵を行って琉球王国が服属し、奄美群島を領土に組み入れ、当地を使った砂糖業を成功させ、莫大な利益を上げた。
- 1779年（安永8年）に桜島が噴火する（安永大噴火）。
- 幕末には江戸幕府（徳川家）と島津家は姻戚関係となり水戸藩・越前藩などの公武合体派を取り込み雄藩として活躍した。また、古来よりの島津家と近衛家との繋がりで朝廷からの信任も厚く、その後の討幕運動では旧幕府軍と対峙して、薩摩藩が官軍（政府軍）の戦闘主力となり、長州藩や土佐藩などとともに、明治維新を成功させ、多くの維新元勲を輩出している。

### 近現代
- 1871年（明治4年） - 廃藩置県により薩摩、大隅、日向の3ヶ国のうち薩摩藩の範囲で鹿児島県が成立。同年11月14日（新暦12月25日）に日向と大隅のうち本土部分を分離し都城県とした。
- 1872年（明治5年） - 琉球を分離して琉球藩が成立
- 1873年（明治6年）1月15日 - 宮崎県（初代）の設置に伴い、都城県のうち大隅国の部分を鹿児島県に移管。旧日向国であった地域（現在の志布志市・大崎町など）は宮崎県所属となった。
- 1876年（明治9年）8月21日 - 宮崎県を合併。

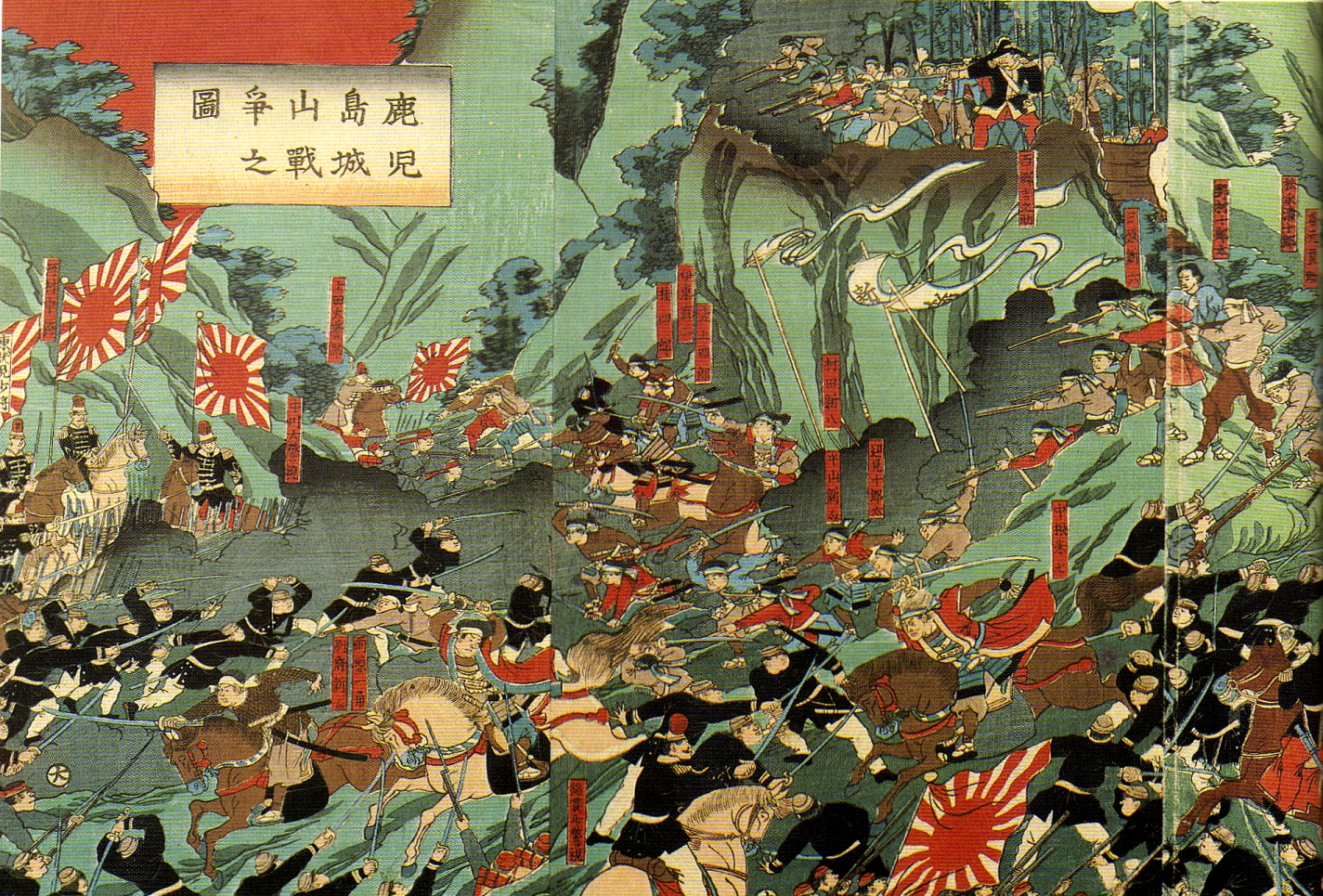
城山の戦い（西南戦争）

- 1877年（明治10年） - 西郷隆盛が不平武士に擁立されて新政府に対する反乱（西南戦争）を起こした。しかし東京にいた薩摩藩出身者は薩長藩閥政府を構成し、明治時代の政治を左右した。また、反乱軍の地元であり戦後の荒廃があったが、1894年（明治27年）から知事を務めた加納久宜により立て直しが図られ、今日の鹿児島県の基礎が築かれた。
- 1880年（明治13年） - 鹿児島県議会開会[17]
- 1882年（明治15年） - 鹿児島新聞（南日本新聞の前身）創刊
- 1883年（明治16年）5月9日 - 宮崎支庁側などの分県運動により、宮崎県が再置県され成立した（宮崎県#宮崎県再置を参照）。ただし、諸県郡のうち志布志・松山・大崎（現在の志布志市・大崎町及び曽於市の一部）は鹿児島県に残り、同年6月に南諸県郡として分離された。
- 1889年（明治22年）4月1日 - 鹿児島市が市制施行、県本土・甑島列島・種子島・屋久島で町村制施行。鹿児島市を除いて全て「村」として発足した。大部分は薩摩藩の地域区分であった「外城（郷）」を継承している。
- 1899年（明治32年）8月14日 - 鹿児島県に台風が上陸。死者113人、住家全半壊23000棟、船舶破壊1000隻の被害[18]。
- 1901年（明治34年） - 第七高等学校造士館（鹿児島大学の前身）設立[17]
- 1908年（明治41年） - 奄美群島及び現在の十島村・三島村において島嶼町村制施行
- 1909年（明治42年） - 鉄道・鹿児島本線、現在の肥薩線ルート（人吉経由）にて門司駅から鹿児島駅まで全通[17]。
- 1912年（明治45年） - 加治木村が町制施行し加治木町（現姶良市）となる（県内初の町制施行）。

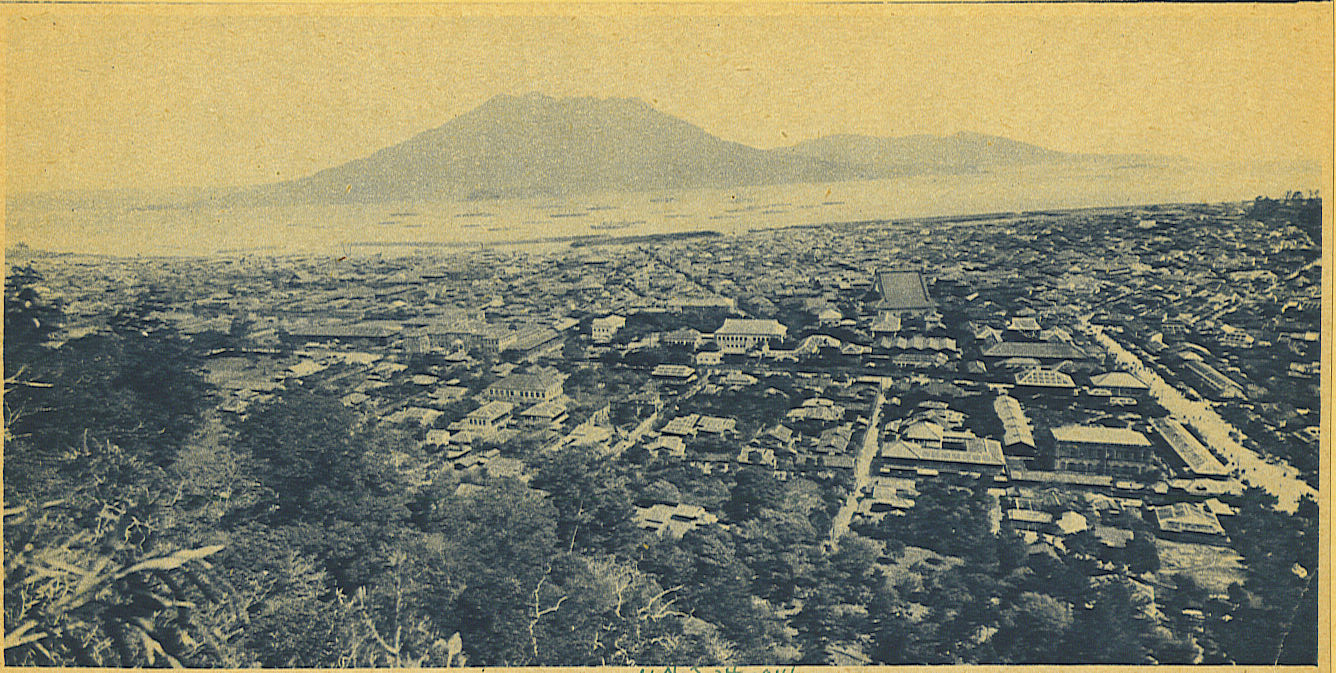
桜島の大正大噴火（1914年）

- 1914年（大正3年） - 桜島噴火。桜島と大隅半島が陸続きとなる（桜島の大正大噴火を参照）[17]
- 1934年（昭和9年） - 霧島国立公園（2012年以降の霧島錦江湾国立公園）設立[17]
- 1935年（昭和10年） - NHK鹿児島放送局、ラジオ放送開始[17]
- 1938年（昭和13年）10月15日 - 台風接近により大水害。姶良村、高山町、内之浦町などで死者・行方不明者約400人[19]。
- 1940年（昭和15年） - 川内町が市制施行し川内市（現薩摩川内市）となる[17]（1889年に市制施行した鹿児島市を除いて県内初）。
- 1945年（昭和20年） - 北緯30度以南の地域が米軍軍政下に置かれる。枕崎台風襲来[17]
- 1951年（昭和26年） - 6月に豪雨災害。天皇、皇后から救恤金を賜る[20]。10月にルース台風による被害[17]
- 1952年（昭和27年） - トカラ列島が日本に復帰。米軍軍政下にあった十島村は地方自治法の十島村へ移行。日本の行政権下にあった十島村は三島村に名称変更の上北緯30度以北に境界変更[21]。

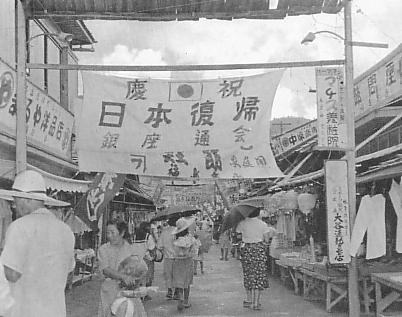
奄美群島の本土復帰

- 1953年（昭和28年） - 奄美群島が日本に復帰。県内初の民間放送局、ラジオ南日本（現南日本放送）がラジオ放送を開始。
- 1957年（昭和32年） - 鹿児島空港が鹿児島市鴨池にて開港[17]
- 1958年（昭和33年） - NHK鹿児島放送局、アナログテレビ放送を開始
- 1968年（昭和43年） - 鹿児島県明治百周年記念式典開催。皇太子夫妻来県[22]
- 1970年（昭和45年） - 内之浦宇宙空間観測所より日本初の人工衛星おおすみ打ち上げ[17]
- 1971年（昭和46年） - 岐阜県と姉妹県となる。これは宝暦治水に由来する。
- 1972年（昭和47年） - 太陽国体開催[17]。鹿児島空港、鹿児島市鴨池から溝辺町（霧島市）に移転。
- 1975年（昭和50年） - 種子島宇宙センター初の人工衛星きく1号打ち上げ成功[17]。
- 1983年（昭和58年） - 川内原子力発電所運転開始[17]
- 1984年（昭和59年） - 鉄道・鹿児島交通枕崎線（南薩線）廃止[17]。
- 1986年（昭和61年） - 鹿児島刑務所が鹿児島市から吉松町（湧水町）に移転[17]（跡地は鹿児島アリーナに転用）
- 1987年（昭和62年） - 国鉄宮之城線、大隅線、志布志線が廃止[17]。
- 1988年（昭和63年） - JR山野線が廃止[17]。
- 1993年（平成5年） - 屋久島が世界自然遺産に登録。8.6水害に代表される平成5年8月豪雨発生[17]。
- 1994年（平成6年） - 県章とは別にシンボルマークを制定。
- 1995年（平成7年） - 九州自動車道、門司-鹿児島まで全通[17]
- 1996年（平成8年） - 鹿児島県庁舎が現在地に移転
- 2004年（平成16年） - 九州新幹線鹿児島ルート、鹿児島中央駅-新八代駅間が開業。並行在来線として肥薩おれんじ鉄道が開業する。
- 2011年（平成23年） - 新八代駅-博多駅間の開通により、九州新幹線鹿児島ルートの鹿児島中央駅-博多駅間の全線が開業する
- 2014年（平成26年） - 東九州自動車道 鹿屋串良JCTと大隅縦貫道（串良鹿屋道路）の開通により、県都の鹿児島市と、県下第2・第3の都市である霧島市・鹿屋市が全て高速道路で連結される[23]。
- 2015年（平成27年） - 集成館事業関連施設が世界文化遺産「明治日本の産業革命遺産 製鉄・製鋼、造船、石炭産業」として登録。
- 2020年（令和2年） - 新型コロナウイルスの流行。同年に開催予定だった第75回国民体育大会「燃ゆる感動かごしま国体」は2023年に延期（国体の延期は史上初）。2023年佐賀県で開催予定だった第78回国民スポーツ大会・第23回全国障害者スポーツ大会(SAGA2023) 以降の開催は1年順送りされる。
- 2021年（令和3年） - 奄美大島・徳之島が世界自然遺産「奄美大島、徳之島、沖縄島北部及び西表島」として登録。
- 2023年（令和5年） - 特別国民体育大会「燃ゆる感動かごしま国体」および特別全国障害者スポーツ大会「燃ゆる感動かごしま大会」開催。全国高等学校総合文化祭開催。

## 人口
1955年（昭和30年）には200万人を超えていた人口は2024年に約153万人にまで減少した。合計特殊出生率は全国平均と比較してかなり高いがそれでも人口置換水準には届かないことや、社会減が続いていることで人口減少率は大きい。鹿児島市やその郊外地域にあたる姶良市などは人口減少が非常に緩慢だがその他の地域は概ね減少率が高く、鹿児島都市圏への一極集中の傾向が強まっている。

鹿児島県市町村人口増減率分布図（2005年度と2010年度国勢調査から算出）
増加
0.0 - 2.49 %
減少
0.0 - 2.5 %
2.5 - 5.0 %
5.0 - 7.5 %
7.5 - 10.0 %
10.0 % 以上

| 増加 0.0 - 2.49 % | 減少 0.0 - 2.5 % 2.5 - 5.0 % 5.0 - 7.5 % 7.5 - 10.0 % 10.0 % 以上 |

| |                                          |  |
| 鹿児島県と全国の年齢別人口分布（2005年） | 鹿児島県の年齢・男女別人口分布（2005年） |  |
| ■紫色 ― 鹿児島県 ■緑色 ― 日本全国 | ■青色 ― 男性 ■赤色 ― 女性                |  |
| 鹿児島県（に相当する地域）の人口の推移 \| 1970年（昭和45年） \| 1,729,150人 \| \| \| 1975年（昭和50年） \| 1,723,902人 \| \| \| 1980年（昭和55年） \| 1,784,623人 \| \| \| 1985年（昭和60年） \| 1,819,270人 \| \| \| 1990年（平成2年） \| 1,797,824人 \| \| \| 1995年（平成7年） \| 1,794,224人 \| \| \| 2000年（平成12年） \| 1,786,194人 \| \| \| 2005年（平成17年） \| 1,753,179人 \| \| \| 2010年（平成22年） \| 1,706,242人 \| \| \| 2015年（平成27年） \| 1,648,177人 \| \| \| 2020年（令和2年） \| 1,588,256人 \| \| |                                          |  |
| 総務省統計局 国勢調査より |                                          |  |
| 1970年（昭和45年） | 1,729,150人                              |  |
| 1975年（昭和50年） | 1,723,902人                              |  |
| 1980年（昭和55年） | 1,784,623人                              |  |
| 1985年（昭和60年） | 1,819,270人                              |  |
| 1990年（平成2年） | 1,797,824人                              |  |
| 1995年（平成7年） | 1,794,224人                              |  |
| 2000年（平成12年） | 1,786,194人                              |  |
| 2005年（平成17年） | 1,753,179人                              |  |
| 2010年（平成22年） | 1,706,242人                              |  |
| 2015年（平成27年） | 1,648,177人                              |  |
| 2020年（令和2年） | 1,588,256人                              |  |

### 鹿児島県人口動態
2024年9月1日現在、鹿児島県の人口は約153万人となっている。現在の人口は1928年(昭和3年)の人口水準、ピーク時の4分の3程度の規模である。鹿児島県の人口は1955年にピークを迎え当時は204万人を擁していたが、1975年には172万人まで減少した。その後は回復基調となり1985年に人口182万人で第二のピークを迎えたが、1985年以降は人口減少が長期に渡って続いている。
| 実施年 | 人口（人） | 増減人口（人） | 人口増減率(%) | 国内増減率(%) | 増加率全国順位 |
| ------ | ---------- | -------------- | ------------- | ------------- | -------------- |
| 1960年 | 1,963,104  | -              | -             | -             | -              |
| 1965年 | 1,853,541  | 109,563        | 5.58          | 5.20          | 44位           |
| 1970年 | 1,729,150  | 124,391        | 6.71          | 5.54          | 47位           |
| 1975年 | 1,723,902  | 5,248          | 0.30          | 7.92          | 44位           |
| 1980年 | 1,784,623  | 60,721         | 3.52          | 4.57          | 24位           |
| 1985年 | 1,819,270  | 34,647         | 1.94          | 3.40          | 30位           |
| 1990年 | 1,797,824  | 21,446         | 1.18          | 2.12          | 39位           |
| 1995年 | 1,794,224  | 3,600          | 0.20          | 1.58          | 39位           |
| 2000年 | 1,786,194  | 8,030          | 0.45          | 1.08          | 35位           |
| 2005年 | 1,753,179  | 33,015         | 1.85          | 0.66          | 37位           |
| 2010年 | 1,706,242  | 46,937         | 2.68          | 0.23          | 35位           |
| 2015年 | 1,648,177  | 58,065         | 3.40          | 0.75          | 38位           |
| 2020年 | 1,588,256  | 59,921         | 3.64          | 0.75          | 34位           |

## 政治

### 県政

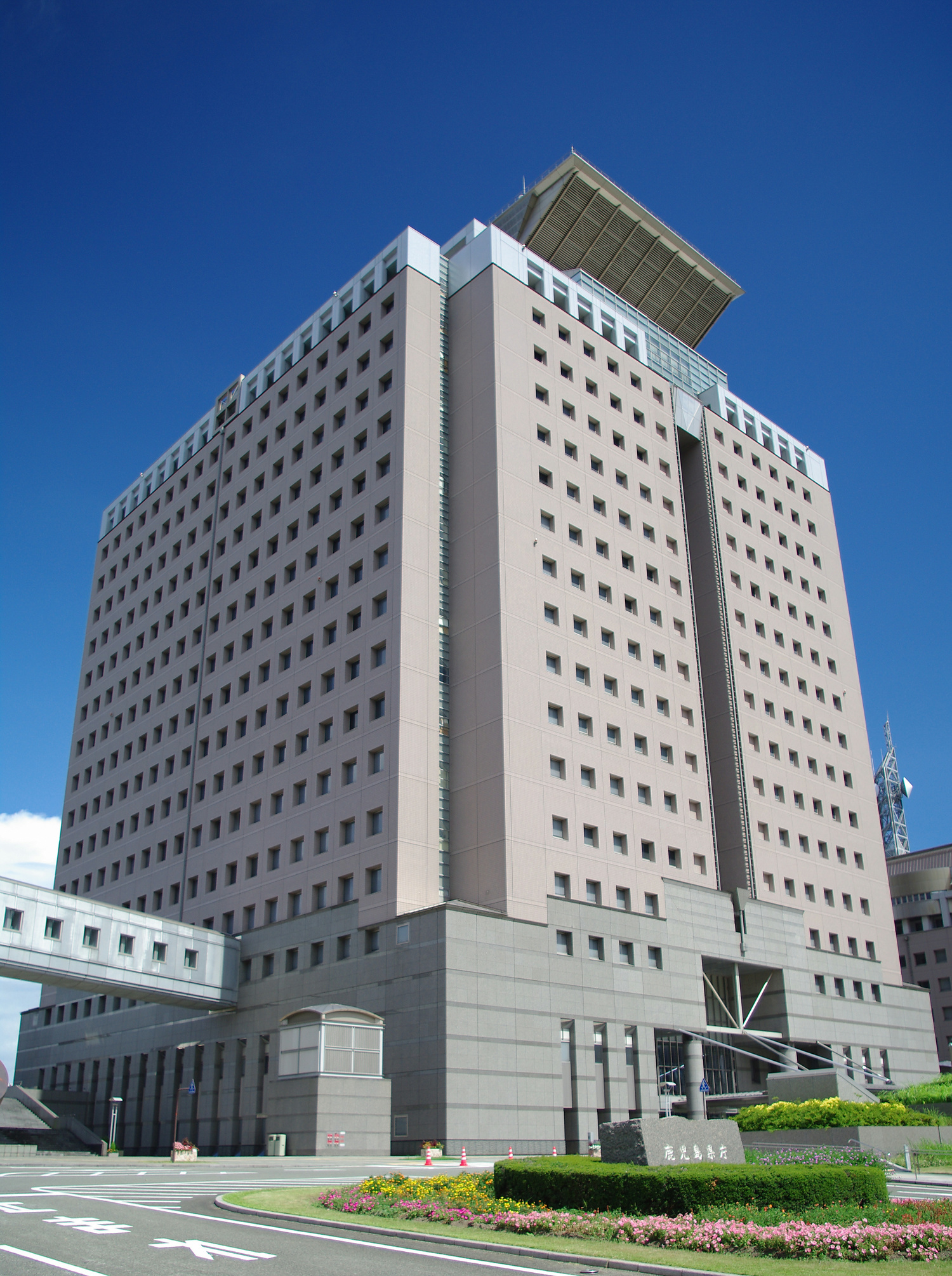
県行政庁舎

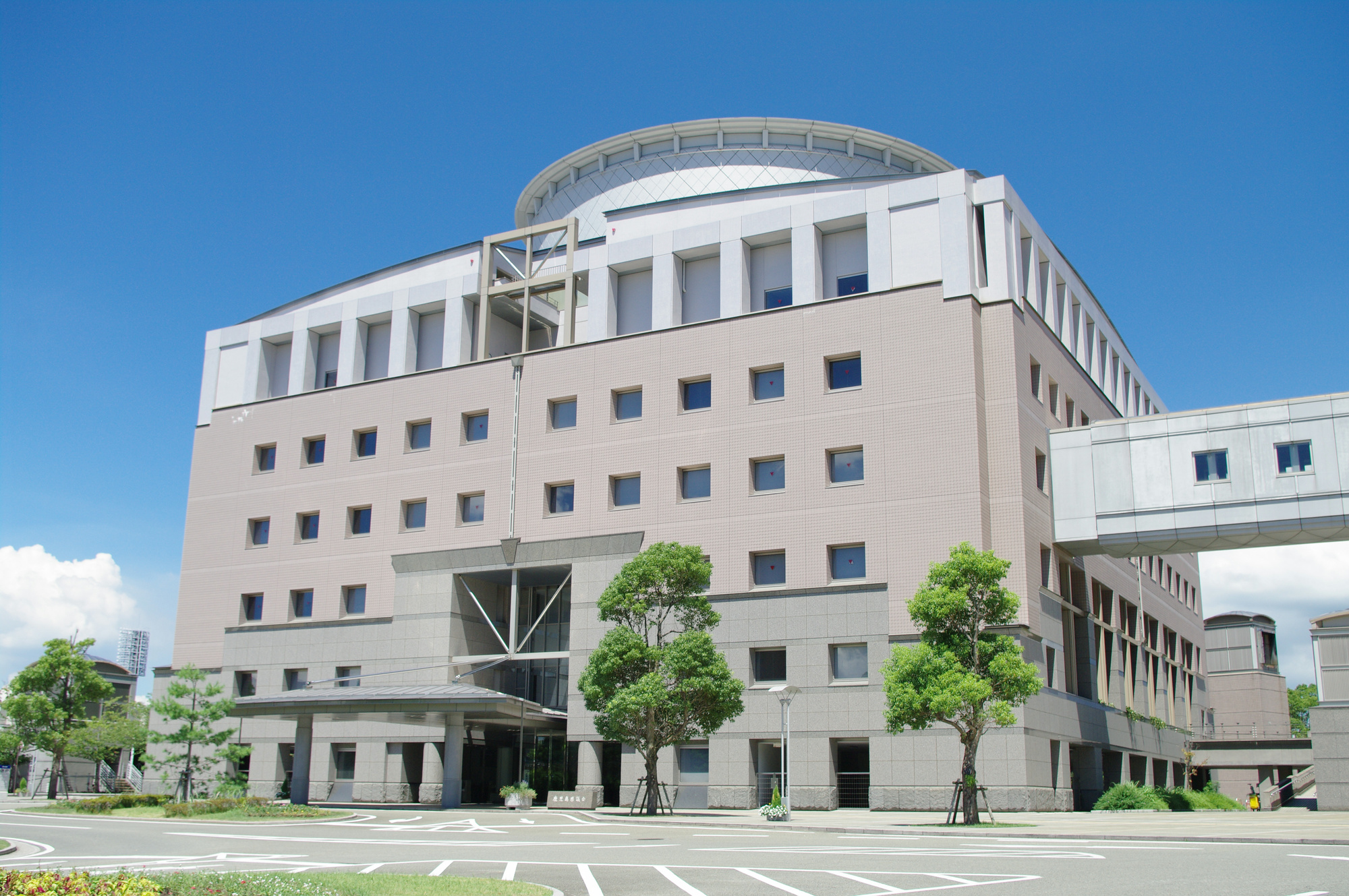
県議会庁舎

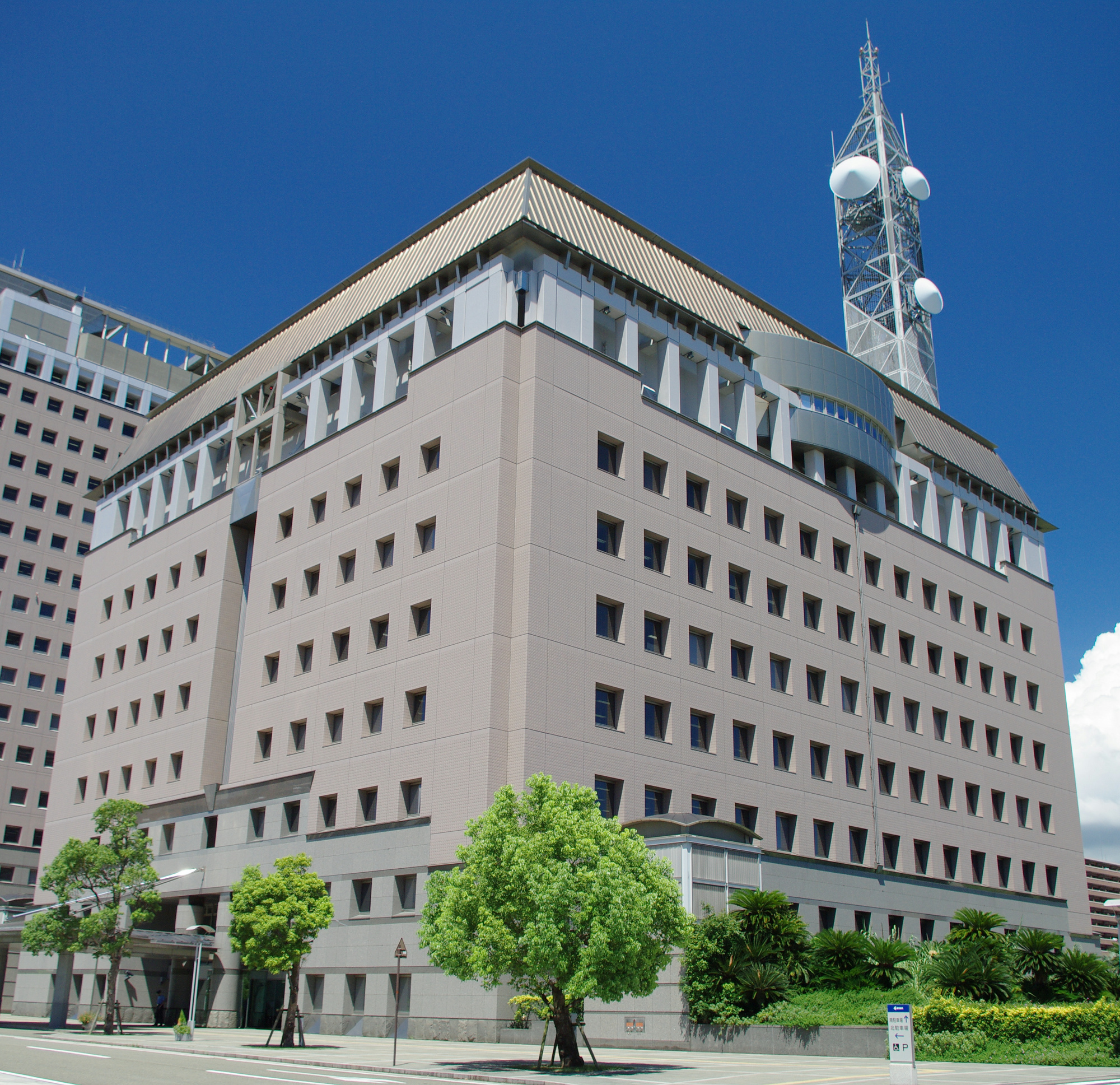
県警察庁舎

- 知事:塩田康一（しおた こういち、2期）

#### 財政

##### 平成24年（2012年）度
- 標準財政規模 4728億9602万円
- 財政力指数 0.29 （都道府県平均 0.46）
  - Eグループ（財政力指数0.2以上、0.3未満）11自治体中3位
  - 鹿児島県は全国に先駆けて高齢化が進行するとともに、外海離島や半島を有し社会資本整備が立ち遅れている（行政コストが掛かる過疎地域が多い）ことなどから財政需要が増大している。平成24年3月に策定した「行財政運営戦略」を踏まえ、持続可能な行財政構造を構築するため引き続き行財政改革に取り組んでいる。
- 経常収支比率 97.0%（都道府県比率 94.6%）
  - 財政が硬直化している
- 将来負担比率 235.6%（都道府県比率 210.5%）
- 実質公債費比率 16.7%（都道府県平均 13.7%）
- 人口100,000人当たり職員数 1,422.19人（都道府県平均 1,110.90人）
- ラスパイレス指数 105.8（都道府県平均 107.4）
- 地方債残高
  - 普通会計分の地方債現在高 1兆7215億5100万円
  - 上記普通会計分以外の特別会計分の地方債（企業債）現在高 503億600万円

##### 平成23年（2011年）度
- 財政力指数 0.29 （都道府県平均 0.47）
  - Eグループ（財政力指数0.2以上、0.3未満）9自治体中2位

#### 県内の施設
- 鹿児島県立鴨池野球場
- 鴨池市民球場
- 鹿児島県立鴨池陸上競技場 - ジュビロ磐田、東芝ブレイブルーパスのキャンプ地
- 鹿児島ふれあいスポーツランド - 清水エスパルス、サガン鳥栖のキャンプ地
- 霧島市国分運動公園陸上競技場 - 京都サンガ、サンフレッチェ広島のキャンプ地
- サンアリーナ薩摩川内

#### イメージキャラクター
- ぐりぶー - 鹿児島県のPRキャラクター（ゆるキャラ）

元々は2011年に開催された全国都市緑化かごしまフェア 花かごしま2011のマスコット。

### 国政

#### 国会
衆議院の小選挙区が4。参議院では、全県で1区を構成。

#### 諸外国関連施設
- チェコ政府観光局日本代表部 霧島市溝辺町麓876-15霧島高原ビール（株）内

#### 自衛隊
防衛省
- 陸上自衛隊
  - 国分駐屯地
  - 川内駐屯地
- 海上自衛隊
  - 奄美基地
  - 鹿屋航空基地
- 自衛隊鹿児島地方協力本部

## 経済・産業

### 産業

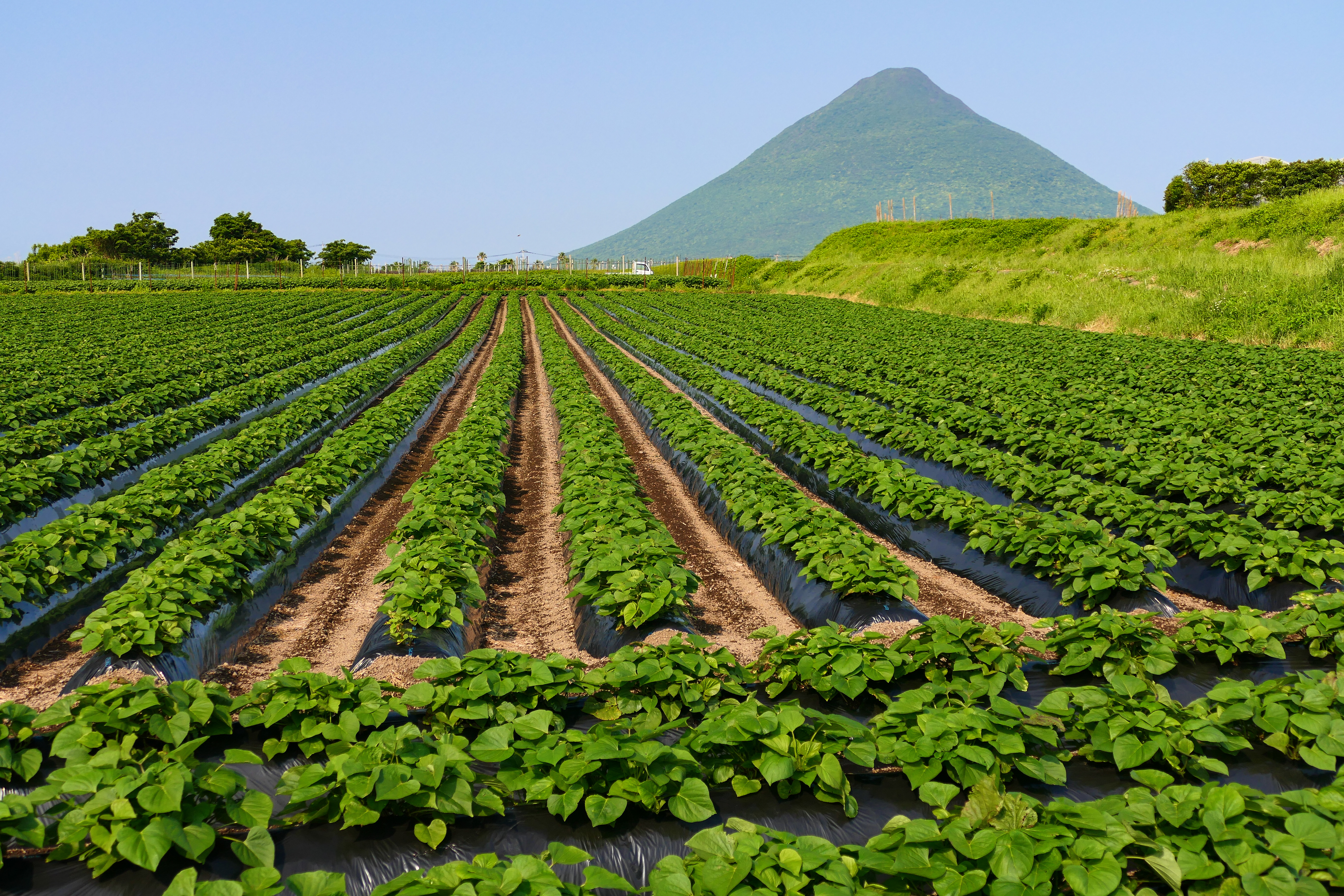
指宿市のサツマイモ畑と開聞岳（2023年5月）

- 日本有数の農業県である。鹿児島県が日本における主要な産地となっている農産物としてサツマイモ、サヤインゲン、茶（鹿児島茶）などがある[24]。
- 伝統的に焼酎製造が盛んで県内の酒造業者はほぼ焼酎を中心商品としている。
- 養豚は鹿児島県の代名詞的な（東京都内で、鹿児島と言って連想するものは80%の人間が豚と答えたほどである）産業で、養豚による収益は約820億円といわれている県産業の基幹。鹿児島県内で豚は約140万匹（ペット用のミニブタは除く）飼われているが、そのうち黒豚の示す割合は年々増加傾向気味で、2009年（平成21年度）には繁殖子取り雌豚の38%にまで黒豚の数が回復した。しかし1973年（昭和48年）の白黒論争が発端となり一時は絶滅しかけ、1985年（昭和60年）には黒豚の割合は3%まで落ち込むほどであった。
- 静岡県と並んで鰹節の生産が盛んであり、特に枕崎市の特産物として知られている[25]。
- 大隅地方ではうなぎの養殖が盛んで、知名度は低いながらもうなぎの生産量は全国1位である。
- 主に商業関係では伝統的に地元資本の影響力が強い。

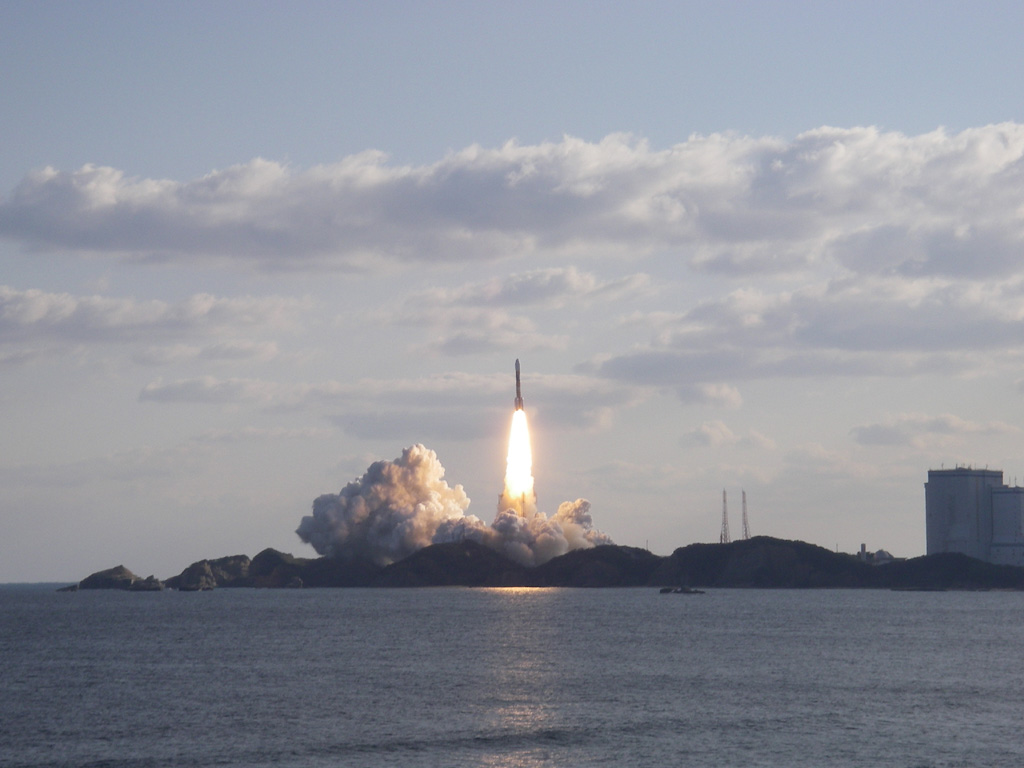
H-IIAロケット打上（種子島宇宙センター）

- 県内各地に宇宙関連の研究施設などが設けられている。それらは行政改革により現在は全て宇宙航空研究開発機構 (JAXA) による運営となった[26]。
  - JAXA種子島宇宙センター
    - JAXA増田宇宙通信所

  - JAXA内之浦宇宙空間観測所

### 金融
鹿児島県の指定金融機関は鹿児島銀行である。鹿児島市をはじめ県内の主な市も鹿児島銀行を指定金融機関としているが、県全体としては農業協同組合を指定金融機関としている市町村が多いのが他県ではあまり見られない特徴である。

### 県内に拠点事業所のある企業

#### 工場
- カルビー九州カンパニー（鹿児島市）
- パシフィックグレーンセンター（鹿児島市）
- 京セラ（霧島市・薩摩川内市）
- ソニーセミコンダクタマニュファクチャリング鹿児島テクノロジーセンター（霧島市）
- トヨタ車体研究所（霧島市(本社)）
- ファナック（霧島市）
- アルバック（霧島市）
- 中越パルプ工業（薩摩川内市）
- プリマハム（いちき串木野市）
- 日本特殊陶業（さつま町）
- 日本モレックス（鹿屋市）
- サクラクレパス鹿児島工場（鹿屋市）

#### 鉱山
- 住友金属鉱山（伊佐市菱刈）

#### 本店
- 新日本科学（鹿児島市）

### 県内に本社のある企業

#### 製造業
- ユピテル鹿児島（霧島市）
- イケダパン（姶良市）
- 日本澱粉工業（鹿児島市）
- 鹿児島熔材（鹿児島市）
- 鹿児島酸素（鹿児島市）
- 健康家族（鹿児島市）
- 河内源一郎商店（鹿児島市）
- 霧島町蒸留所（霧島市）
- 坂元醸造（鹿児島市）
- 本坊酒造（鹿児島市）
- 小正醸造（日置市）
- 薩摩酒造（枕崎市）
- 濵田酒造（いちき串木野市）
- 田崎酒造（いちき串木野市）
- 若松酒造（いちき串木野市）
- 森伊蔵酒造（垂水市）
- 甲斐商店（伊佐市）
- 町田酒造（龍郷町）
- 朝日酒造（喜界町）
- 田苑酒造（薩摩川内市）
- 山元酒造（薩摩川内市）
- サツマ酸素工業（鹿児島市）
- 日本ガス（鹿児島市）
- 日進印刷（鹿児島市）
- コーアガス日本（鹿児島市）
- 南九州畜産興業（曽於市）
- 大隅ミート産業（垂水市）
- アクシーズ（鹿児島市）
- アロン電機（さつま町）
- 文明農機（日置市）
- カクイ（鹿児島市）
- セイカ食品（鹿児島市）
- ヒガシマル（日置市）
- しか屋（鹿児島市）

#### 飲食店
- 康正産業（鹿児島市）
- 寿福産業（鹿児島市）
- 焼肉なべしま（鹿児島市）
- Misumi（鹿児島市）

#### 建設業
- 今別府産業（鹿児島市）
- 米盛建設（鹿児島市）

#### 金融業
- 鹿児島銀行（鹿児島市）
- 南日本銀行（鹿児島市）
- 鹿児島相互信用金庫（鹿児島市）
- 鹿児島信用金庫（鹿児島市）
- 鹿児島興業信用組合（鹿児島市）
- 奄美大島信用金庫（奄美市）

#### 卸・小売業
- 高島屋開発（鹿児島市）
- しんぷく（鹿児島市）
- ニシムタ（鹿児島市）
- 正一電気（鹿児島市）
- 大和（薩摩川内市）
- タイヨー（鹿児島市）
- インハウス久永（鹿児島市）
- カコイエレクトロ（鹿児島市）
- 山形屋ホールディングス（鹿児島市）
- 西原商会（鹿児島市）
- 迫田（鹿児島市）
- 土佐屋（鹿児島市）
- 加根又本店（鹿児島市）
- 南九州ファミリーマート（鹿児島市）
- ローソン南九州（鹿児島市）
- A-Zスーパーセンター（阿久根市）

#### 情報通信業
- 鹿児島ファコムセンタ（鹿児島市）
- 富士通鹿児島インフォネット（鹿児島市）
- 淵上印刷（鹿児島市）
- センコウ（鹿児島市）
- 南日本新聞（鹿児島市）

#### サービス（その他）
- 川商ハウス（鹿児島市）
- 南国殖産（鹿児島市）
- 長島商事（鹿児島市）
- 城山観光（鹿児島市）
- 島津興業（鹿児島市）
- 鹿児島水処理（鹿児島市）
- 西日本シロアリ（鹿児島市）
- 岩崎産業（鹿児島市）
- 昴（鹿児島市）
- 南日本放送（鹿児島市）
- 鹿児島テレビ放送（鹿児島市）
- 鹿児島放送（鹿児島市）
- 鹿児島讀賣テレビ（鹿児島市）
- エフエム鹿児島（鹿児島市）
- 鹿児島ユナイテッドFC（鹿児島市）
- 鹿児島レブナイズ（鹿児島市）

#### 交通・運輸業
- 南国交通（鹿児島市）
- 鹿児島交通（鹿児島市）
- 鹿児島商船（鹿児島市）
- 市丸グループ（鹿児島市）
- コスモライン（鹿児島市）
- 奄美海運（鹿児島市）
- マルエーフェリー（奄美市）
- マリックスライン（鹿児島市）
- 鹿児島海陸運送（鹿児島市）
- 折田汽船（鹿児島市）
- 日本エアコミューター（霧島市）
- 西川グループ（徳之島町）
- 株式会社エスライン九州（鹿児島市）

#### 教育
- 学校法人川島学園（鹿児島市）
- 学校法人原田学園（鹿児島市）

### かつて本社を置いていた企業
- 美坂屋（破産）

## 生活・交通

### 警察
- 鹿児島県警察

### 交通

#### 道路
- 高規格幹線道路
  - 高速自動車国道（A路線）
    - E3 九州自動車道・E78 東九州自動車道

  - 高速自動車国道に並行する一般国道自動車専用道路（A'路線）
    - 日南・志布志道路・隼人道路（東九州道の並行路線）

  - 国土交通大臣指定に基づく高規格幹線道路（一般国道の自動車専用道路）（B路線）
    - E3A 南九州西回り自動車道
- 地域高規格道路
  - 南薩縦貫道（指宿スカイライン）・北薩横断道路（北薩空港道路、薩摩道路、泊野道路、紫尾道路）・都城志布志道路（末吉松山有明道路、有明志布志道路）・鹿児島東西幹線道路（鹿児島東西道路）・鹿児島南北幹線道路・大隅縦貫道（串良鹿屋道路）
- 一般国道
  - 国道3号・国道10号・国道58号・国道220号・国道223号・国道224号・国道225号・国道226号・国道267号・国道268号・国道269号・国道270号・国道328号・国道389号・国道447号・国道448号・国道499号・国道504号
- 鹿児島県の県道一覧

#### 鉄道
県内の普通列車の本数は鹿児島都市圏を除いて毎時1本以下となっている。
- 九州旅客鉄道（JR九州）

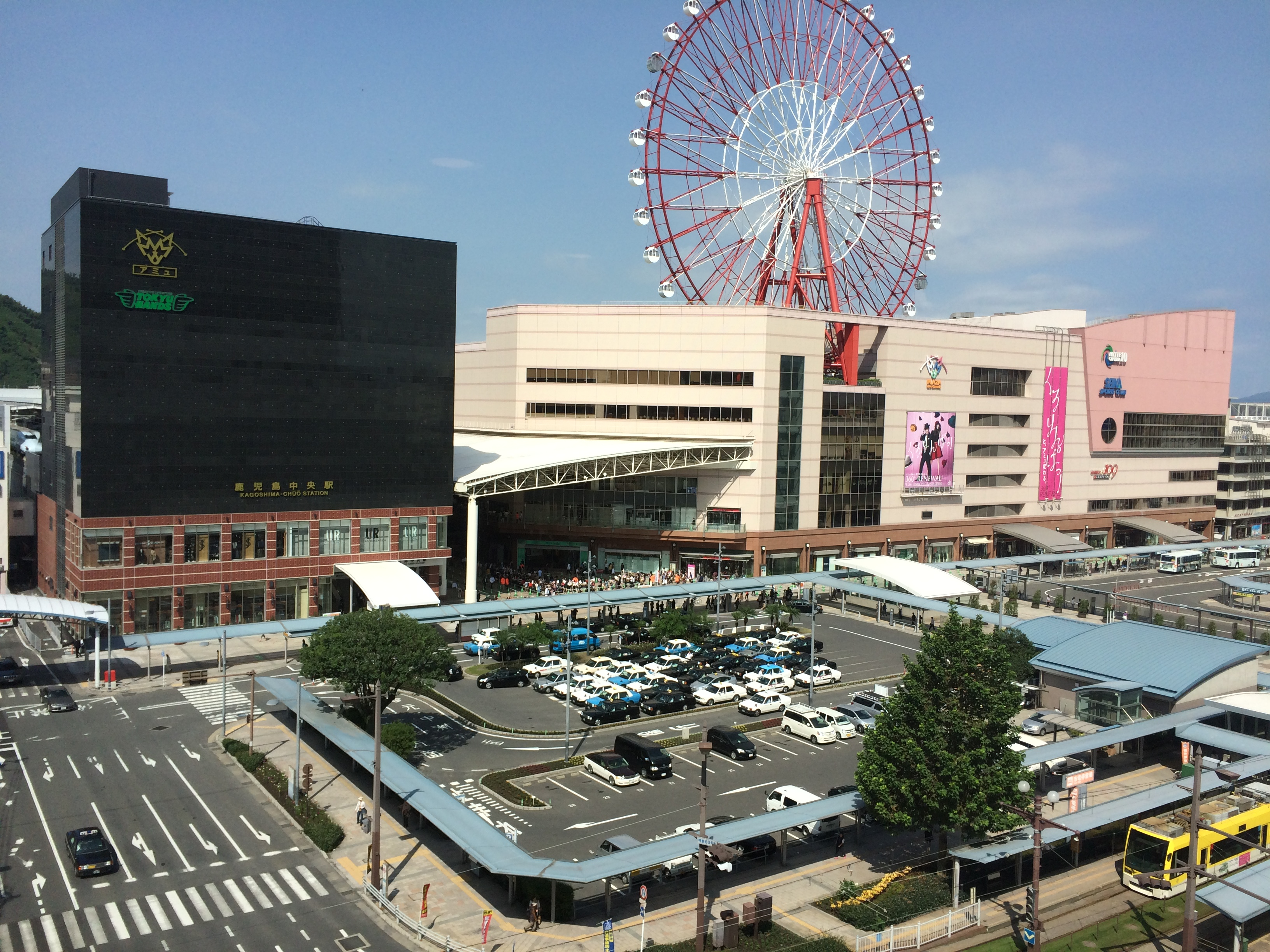
鹿児島中央駅

  - 九州新幹線・鹿児島本線・日豊本線・指宿枕崎線・肥薩線・吉都線・日南線
- 肥薩おれんじ鉄道
  - 肥薩おれんじ鉄道線
- 鹿児島市交通局
  - 1系統（第一期線・谷山線）
  - 2系統（第二期線・唐湊線）

廃止路線
- 九州旅客鉄道（JR九州）
  - 山野線
- 日本国有鉄道（国鉄）
  - 宮之城線・大隅線・志布志線・鹿児島港線（臨港線、鹿児島本線貨物支線）
- 鹿児島交通（南薩鉄道）
  - 枕崎線・知覧線・万世線
- 鹿児島市交通局
  - 3系統（伊敷線）
  - 2系統の一部区間（上町線）

#### 空港
県内には、以下の空港の他に海上自衛隊の鹿屋航空基地がある。
2012年度旅客数
| 空港       | 旅客合計    | 国内線      | 国内線 | 国内線                                                            | 国際線    | 国際線                   |
| 空港       | 旅客合計    | 旅客数      | 定期便 | 定期便                                                            | 旅客数    | 定期便                   |
| 鹿児島     | 4,783,150人 | 4,675,169人 | 県外   | 東京・成田・中部・大阪・関西・神戸・静岡・ 松山・福岡・長崎・那覇 | 107,981人 | 台北・ソウル・上海・香港 |
| 鹿児島     | 4,783,150人 | 4,675,169人 | 県内   | 種子島・屋久島・喜界島・奄美・ 徳之島・沖永良部・与論             | 107,981人 | 台北・ソウル・上海・香港 |
| 奄美       | 537,656人   | 537,656人   | 県外   | 東京・大阪・福岡・那覇                                            | 0人       | －                       |
| 奄美       | 537,656人   | 537,656人   | 県内   | 鹿児島・喜界島・徳之島・ 沖永良部・与論                           | 0人       | －                       |
| 屋久島     | 158,820人   | 158,820人   | 県外   | 大阪・福岡                                                        | 0人       | －                       |
| 屋久島     | 158,820人   | 158,820人   | 県内   | 鹿児島                                                            | 0人       | －                       |
| 徳之島     | 150,691人   | 150,691人   | 県内   | 鹿児島・奄美                                                      | 0人       | －                       |
| 種子島     | 71,694人    | 71,694人    | 県外   | （大阪）                                                          | 0人       | －                       |
| 種子島     | 71,694人    | 71,694人    | 県内   | 鹿児島                                                            | 0人       | －                       |
| 沖永良部   | 83,767人    | 83,767人    | 県内   | 鹿児島・奄美・与論                                                | 0人       | －                       |
| 喜界島     | 67,459人    | 67,459人    | 県内   | 鹿児島・奄美                                                      | 0人       | －                       |
| 与論       | 62,335人    | 62,335人    | 県外   | 那覇                                                              | 0人       | －                       |
| 与論       | 62,335人    | 62,335人    | 県内   | 鹿児島・奄美・沖永良部                                            | 0人       | －                       |
| 枕崎       | 0人         | 0人         | －     | －                                                                | 0人       | －                       |
| 薩摩硫黄島 | －          | －          | －     | －                                                                | －        | －                       |

※チャーター便の旅客数含む
※括弧は季節運航を示す
※三大都市圏への便は太字

#### 港湾
- 鹿児島港
- 志布志港
- 川内港
- 西之表港
- 名瀬港
- 串木野港
- 桜島港
- 垂水港
- 枕崎港

#### 航路
- 鹿児島 - 桜島航路（桜島フェリー）
- 鹿児島 - 垂水航路（鴨池・垂水フェリー）
- 山川 - 山川・根占フェリー - 根占
- 甑島列島 - 串木野航路
- 長島 - 牛深航路
- 東 - 牛深航路
- 鹿児島 - 種子島航路
- 鹿児島 - 屋久島航路
- 鹿児島 - 指宿航路
- 鹿児島 - 三島航路
- 鹿児島 - 十島 - 奄美大島航路
- 鹿児島 - 奄美大島 - 喜界島航路
- 鹿児島 - 奄美大島 - 徳之島 - 沖永良部島 - 与論島 - 本部 - 那覇航路
- 鹿児島 -（指宿）- 屋久島 - 種子島航路※（ ）は時間帯により異なる
- 屋久島 - 種子島 -（指宿）- 鹿児島航路
- 種子島 - 屋久島 - 口永良部島航路
- 奄美大島 - 加計呂麻島 - 与路島航路
- 大阪 - 志布志 - 奄美大島航路
- 東京 - 志布志 - 奄美大島 - 那覇航路
- 山川 - 南大隅町（フェリー）（2010年2月28日に休止）
- 甑島列島-川内港航路（2014年4月2日に就航）

#### バス
- JR九州バス
- 鹿児島市交通局
- 鹿児島交通
- 南国交通
- 種子島・屋久島交通
- 大和バス
- しまバス
- 加計呂麻バス
- 大島運輸
- 徳之島総合陸運
- 沖永良部バス企業団
- 南陸運

### 医療・福祉
災害拠点病院
- 鹿児島県災害拠点病院

保育所
- 鹿児島県保育所一覧

### 教育
大学
国立
- 鹿児島大学（鹿児島市）
- 鹿屋体育大学（鹿屋市）

私立
- 鹿児島国際大学（鹿児島市）
- 鹿児島純心大学（旧：鹿児島純心女子大学）（薩摩川内市）
- 志學館大学（鹿児島市）
- 第一工業大学（霧島市）

短期大学
公立
- 鹿児島県立短期大学（鹿児島市）

私立
- 鹿児島純心女子短期大学（鹿児島市）
- 鹿児島女子短期大学（鹿児島市）
- 第一幼児教育短期大学（霧島市）

通信制大学
- 放送大学 鹿児島学習センター（鹿児島市）

高等専門学校
- 鹿児島工業高等専門学校（霧島市）

専修学校
- 鹿児島県専修学校一覧

特別支援学校
- 鹿児島県特別支援学校一覧

高等学校
- 鹿児島県高等学校一覧

中学校
- 鹿児島県中学校一覧

小学校
- 鹿児島県小学校一覧

幼稚園
- 鹿児島県幼稚園一覧

その他教育機関
農業大学校
- 鹿児島県立農業大学校（日置市）

職業能力開発短期大学校
- 川内職業能力開発短期大学校（薩摩川内市）

## マスメディア

### 新聞
遠隔地の離島を多く抱える県内環境から、鹿児島県で購読できる全国紙や県紙の南日本新聞は、発行日付のテレビ・ラジオ欄とともに、発行日の翌日付のテレビ・ラジオ欄も例外なく掲載されるのが特徴である。離島では現状でも鹿児島市（南日本）、福岡市、または北九州市（全国紙）から空輸か、船便輸送をする必要があるので、早くてその日の昼前後、遅くても夕方か翌朝に配達されることもよくある。なお、西日本新聞と西日本スポーツは2018年3月31日をもって宮崎・鹿児島両県での発行を終了した。
地方紙
- 南日本新聞（県全域及び宮崎・熊本両県の一部）
- 南海日日新聞（主に奄美群島を中心に発刊）
- 奄美新聞（主に奄美群島を中心に発刊）
- 鹿児島新報（2004年5月休刊）
- 南九州新聞（主に大隅半島を中心に発刊・夕刊紙）（紙媒体としては2022年12月休刊、ウェブメディアへ移行）

ブロック紙
- 西日本新聞鹿児島支局(2018年3月31日で発行・販売終了)

全国紙
- 読売新聞鹿児島支局
- 朝日新聞鹿児島総局
- 毎日新聞鹿児島支局
- 日本経済新聞鹿児島支局

### 雑誌
- タウン情報かごしま
- LEAP

### テレビ局
- NHK鹿児島放送局（1958年開局）
- 南日本放送 (MBC)（JNN (TBS) 系列、1959年開局）
- 鹿児島テレビ放送 (KTS)（FNN（フジテレビ）系列、1969年開局）
- 鹿児島放送 (KKB)（ANN（テレビ朝日）系列、1982年開局）
- 鹿児島讀賣テレビ (KYT)（NNN（日本テレビ）系列、1994年開局）

テレビ局舎外観
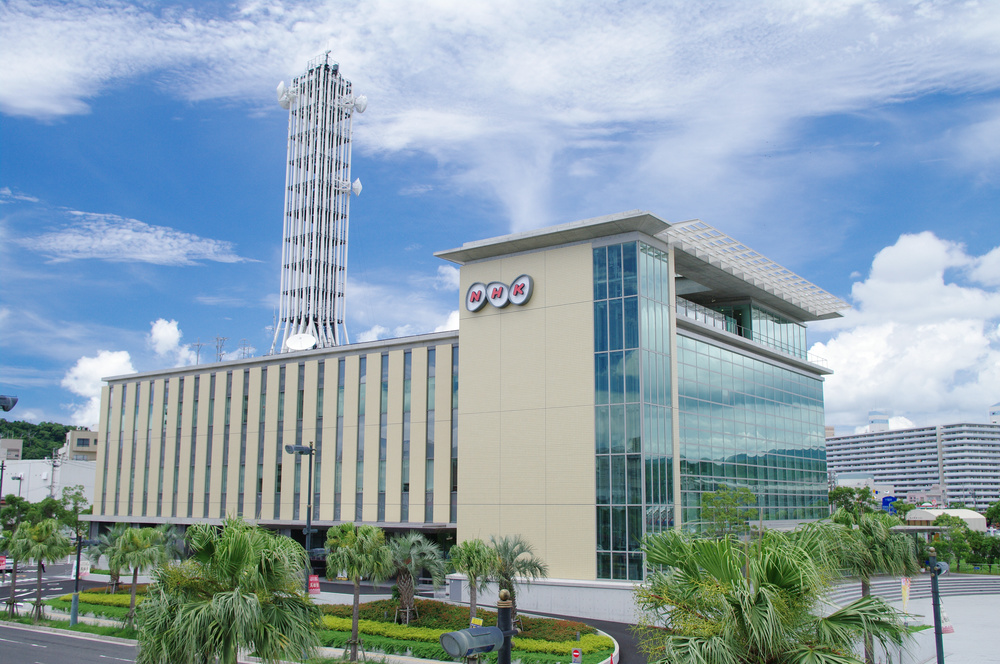
NHK鹿児島放送局
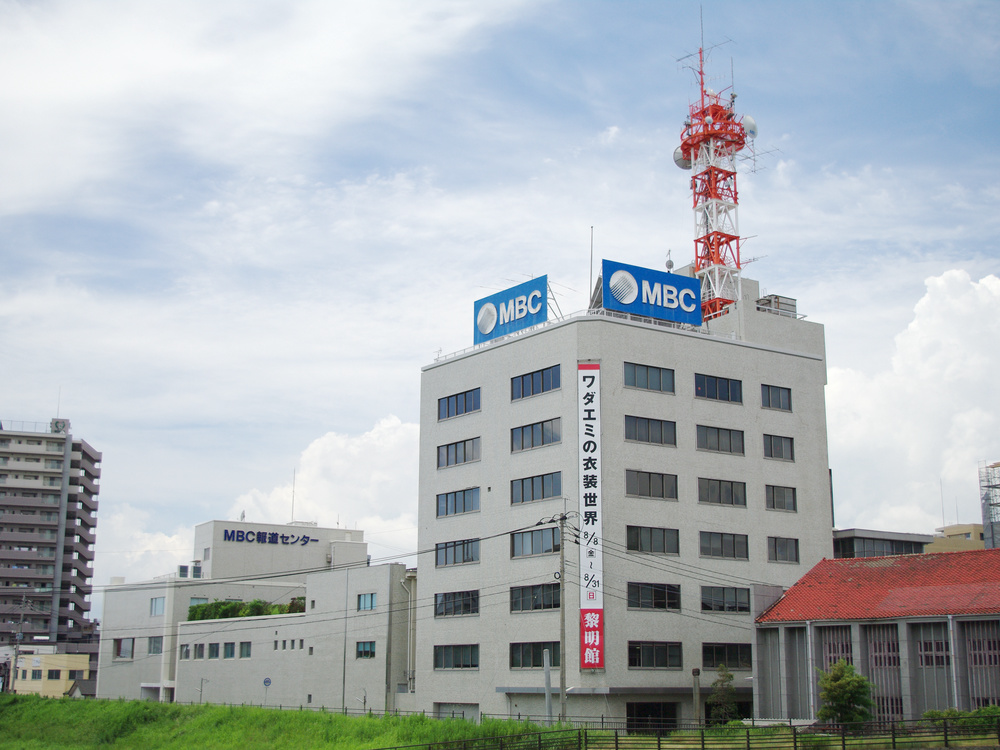
南日本放送 (MBC)
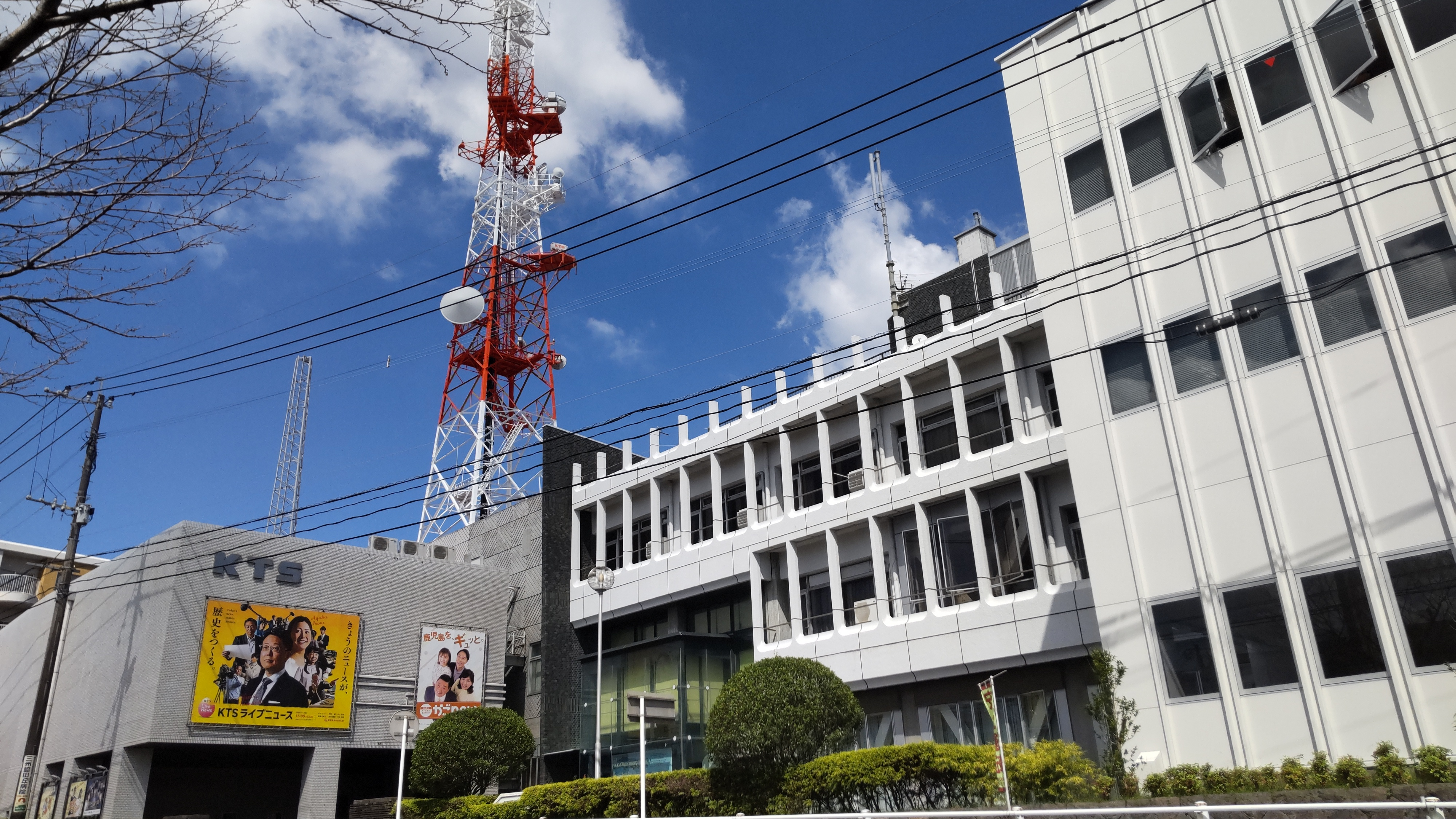
鹿児島テレビ放送 (KTS)
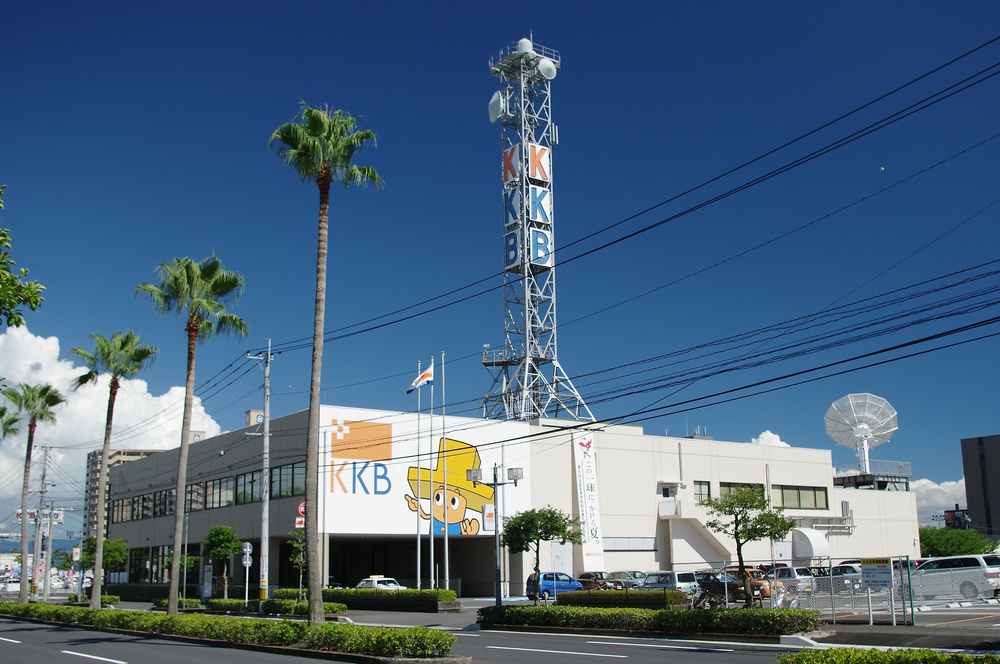
鹿児島放送 (KKB)
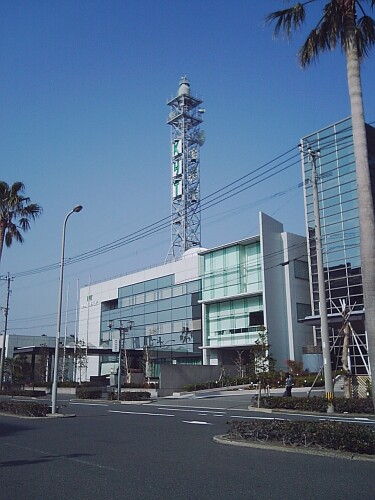
鹿児島讀賣テレビ (KYT)

鹿児島県内を放送対象地域とする民間放送局は4局あり、全社ともに鹿児島市に本社を置いている。テレビ東京系列 (TXN) の放送局は未開局だが、県内の民放各局でテレビ東京系列の番組が遅れネットで放送されている。
鹿児島市の紫原（むらさきばる）に親局を設置している（鹿児島親局テレビ・FM放送所を参照）。標高の低い場所に親局があるため電波の飛びが悪く、県内各地には1局あたり100前後の中継局がある。
民間放送においては全局通常時終夜放送を実施している。
区域外受信については、出水市・阿久根市・長島町を中心に熊本県の放送局を、大隅半島を中心に宮崎県の放送局を、沖永良部島・与論島では沖縄県の放送局を 視聴することができる。
地上デジタル放送は2006年12月に鹿児島親局のみ放送を開始し、2007年10月に本土の主要地域、2008年に奄美地方の中継局も本放送を開始した。奄美地方の民放局の開局時期に関しては、中継局整備費用が4局で約29億円掛かる（中之島・名瀬・瀬戸内・徳之島・知名の5中継局だけでも約13億8,300万円）ことから、2007年3月初めまで整備時期が明らかにされていなかった。
地上波デジタル放送のリモコンキーIDは全国で唯一、東北地方の宮城県と全く同じ番号（系列が一致）であり、アナログテレビの親局チャンネルもFNN系列とNNN系列局を除き宮城県仙台市と同じ番号である。

### ラジオ局
県域放送局
- NHK鹿児島放送局（第1放送:576 kHz 第2放送:1386 KHz FM放送:85.6 MHz）
- 南日本放送（MBCラジオ、JRN・NRN系列）(AM:1107 KHz FM:92.8 MHz) - 県本土および種子島ではFM波による受信も可能。北薩地域ではFM波でのみ聴取が可能（AM中継局の運用休止による）。
- エフエム鹿児島 (μFM)（JFN系列）（79.8 MHz） - 離島地域の大部分で放送波による受信は不可。

NHK・MBC のAMラジオ放送局（中波）はともに霧島市隼人町に送信所を設けている（隼人ラジオ放送所を参照）。MBCラジオとエフエム鹿児島は radiko を経由することで、地域判定により鹿児島県内とみなされる環境下でインターネット上でも聴取が可能である。
エフエム鹿児島の開局は1992年と九州のJFN系列局としては最後発であった。エフエム鹿児島は離島地域に中継局を設置しておらず、エフエムたつごう・エフエムうけんにおける一部番組の再送信を除けば、 インターネット配信（radikoなど）を利用しない限り同局を聴取することができない。
AMラジオ各局はFM補完中継局を設置している。MBCラジオの鹿児島局は周波数92.8MHzで2014年12月に免許を取得し 2015年1月より本放送を開始した。2015年11月には阿久根・枕崎・鹿屋の各中継局も開局し、県本土のほぼ全域で受信できるようになった。鹿児島・阿久根・枕崎・鹿屋局はワイドFM（90MHz超え）の帯域で送信しているが、2017年度に開局した蒲生・種子島局は従来のFMラジオ放送の帯域（90MHz以下）で送信している。NHK鹿児島放送局のラジオ第1放送・ラジオ第2放送は奄美地方および北薩地区でFM波による中継局を設置している（ラジオ第2放送は徳之島と与論の2局のみ）。NHKラジオのFM補完中継局はいずれも従来のFMラジオ放送の帯域で送信している（各局の周波数はNHK鹿児島放送局公式サイトを参照）。
AMラジオ（中波）では奄美地方・南薩地方を中心に沖縄県の放送局が、北薩地方を中心に熊本県・長崎県・福岡県の放送局が、大隅半島を中心に宮崎県の放送局が聴取可能である。FMラジオ（VHF）では沖永良部島・与論島では沖縄県の放送局、北薩地方を中心に熊本県・長崎県の放送局、大隅半島を中心に宮崎県の放送局が聴取可能。特にエフエム宮崎は鹿児島市を含めた県内の6割以上をカバーしている。
コミュニティ放送
- 鹿児島シティエフエム (FRIENDS-FM762)（鹿児島市）一部時間帯で J-WAVE を再送信。
- おおすみ半島コミュニティ放送ネットワーク（おおすみFMネットワーク） - 以下の3局を総括、同一内容の放送。下記3市町の他、大崎町・東串良町もエリアに含まれる。
  - かのやコミュニティ放送（FMかのや）（鹿屋市）
  - きもつきコミュニティ放送（FMきもつき）（肝付町）
  - 志布志コミュニティ放送（FM志布志）（志布志市）
- 奄美大島のコミュニティFM局 - 各局で番組を相互に供給している
  - ディ!（あまみエフエム・ディ!ウェイヴ）（奄美市・龍郷町・大和村）
  - エフエムうけん（宇検村）一部時間帯でMBCラジオ・エフエム鹿児島を再送信
  - エフエムたつごう（龍郷町）コミュニティらじおさぽーたが運営。一部時間帯でMBCラジオ・エフエム鹿児島を再送信
- たるみずまちづくり放送（FMたるみず）（垂水市） - 2015年11月よりおおすみFMネットワークを離脱、単独局/独立系に移行[注釈 11]。一部時間帯でMBCラジオを再送信。
- FMさつませんだい（薩摩川内市）薩摩川内市観光物産協会が運営。一部時間帯でミュージックバードを再送信。主に本土部（祁答院地区の一部を除く）とさつま町中心部（宮之城）をエリアとする。
- FMきりしま（プラスきりしま）（霧島市）
- SOO Good FM（曽於市）一般財団法人まちづくり曽於が運営。詳細は曽於市#放送・通信を参照。
- あいらびゅーFM（姶良市）あいらFMが運営。
- おおさきFM（FMおおさき）（大崎町）2022年開局[41][42]。

廃止されたコミュニティ放送局
- FMぎんが（鹿児島市） - 2011年にNPO法人により「FMさつま」として開局、2012年より中崎電子工業が運営する「FMぎんが」となり2025年4月まで放送、同年6月末で正式に廃局。放送休止から廃局に至るまで自社ウェブサイトで公表したのみで、県域マスメディアでは報道していない。
- エフエムせとうち（瀬戸内町） - 2012年開局、2021年2月末廃局。
- せとうちラジオ放送（せとラジ）（瀬戸内町） - エフエムせとうちと同一周波数で別法人（一般社団法人せとうちラジオ放送）により2022年1月に再開局[43][44][45]、2024年10月末で放送を休止、2025年6月末に正式に廃局することを自社ウェブサイトのトップページで告知。

1997年にフレンズFMが開局した後、2006年のFMかのや・きもつきの開局まで長らく1局体制が続いた。その後、2007年から2013年にかけて大隅半島や奄美大島、薩摩川内市、霧島市にも相次いで開局している。県内のコミュニティFM局のうち7局（大隅半島に4局、奄美大島に3局）は特定非営利活動法人（NPO法人）による運営である。FMぎんがも2011年の開局から2012年6月まではNPO法人が「FMさつま」として運営していた他、瀬戸内町もFMせとうち時代はNPO法人運営であった。
FMうけん、SOO Good FM、あいらびゅーFM、FMおおさきを除くコミュニティFM局はインターネット経由により日本全国で聴取することができる（FMたつごう、FMたるみずは自社番組のみ）。

### ケーブルテレビ
- 姶良共同受信組合
- 天城町ユイの里テレビ
- 奄美テレビ放送
- 皇徳寺ケーブルテレビ
- BBIQ光テレビ（旧・鹿児島光テレビ）
- 瀬戸内ケーブルテレビ
- 西之表テレビ共同聴視視聴組合
- BTV（鹿児島局・志布志局・都城局）
  - 鹿児島局は鹿児島市、志布志局は志布志市、都城局は曽於市財部町をエリアとする。
- 湊共同アンテナ
- 南九州ケーブルテレビネット
- 美浜テレビ共同アンテナ受信施設組合
- 屋久町テレビ共同受信施設組合
- 和泊町有線テレビ

## 文化・スポーツ

### 言語・方言
伝統的に話されてきた言語・方言は、トカラ列島以北と奄美群島とで大きく異なり、日本語の薩隅方言と、琉球諸語に属する奄美語に分かれる。
- 薩隅方言
- 奄美語

### 食文化
郷土料理

### 伝統工芸
経済産業大臣指定伝統的工芸品
- 本場大島紬（織物、1975年）
- 薩摩焼（陶磁器、2002年）
- 川辺仏壇（仏壇・仏具、1975年）

伝統工芸品

### スポーツ
- プロスポーツチーム
  - 鹿児島ユナイテッドFC（サッカーJリーグ）
  - 鹿児島レブナイズ（バスケットボールB2リーグ）
  - フラーゴラッド鹿児島（バレーボールVリーグ）
  - シエルブルー鹿屋
- スポーツチーム
  - ジュ ブリーレ 鹿児島（女子サッカー・九州女子サッカーリーグ）
  - 鹿児島ドリームウェーブ（社会人野球・クラブチーム）
  - 甲南クラブ（社会人ラグビークラブチーム）
  - 京セラ女子陸上競技部
- 陸上
  - いぶすき菜の花マラソン（毎年1月）
  - 鹿児島県下一周市郡対抗駅伝競走大会（毎年2月）
  - 出水ツルマラソン大会（毎年10月）
- 以前、2008年（平成20年）ごろまで、プロ野球千葉ロッテマリーンズ（オリオンズ時代も含む）のキャンプ地であった。

## 観光

### 有形文化財建造物
- 重要伝統的建造物群保存地区
  - 出水麓 （出水市）
  - 入来麓 （薩摩川内市）
  - 知覧 （南九州市）

### 名所・旧跡・観光スポット

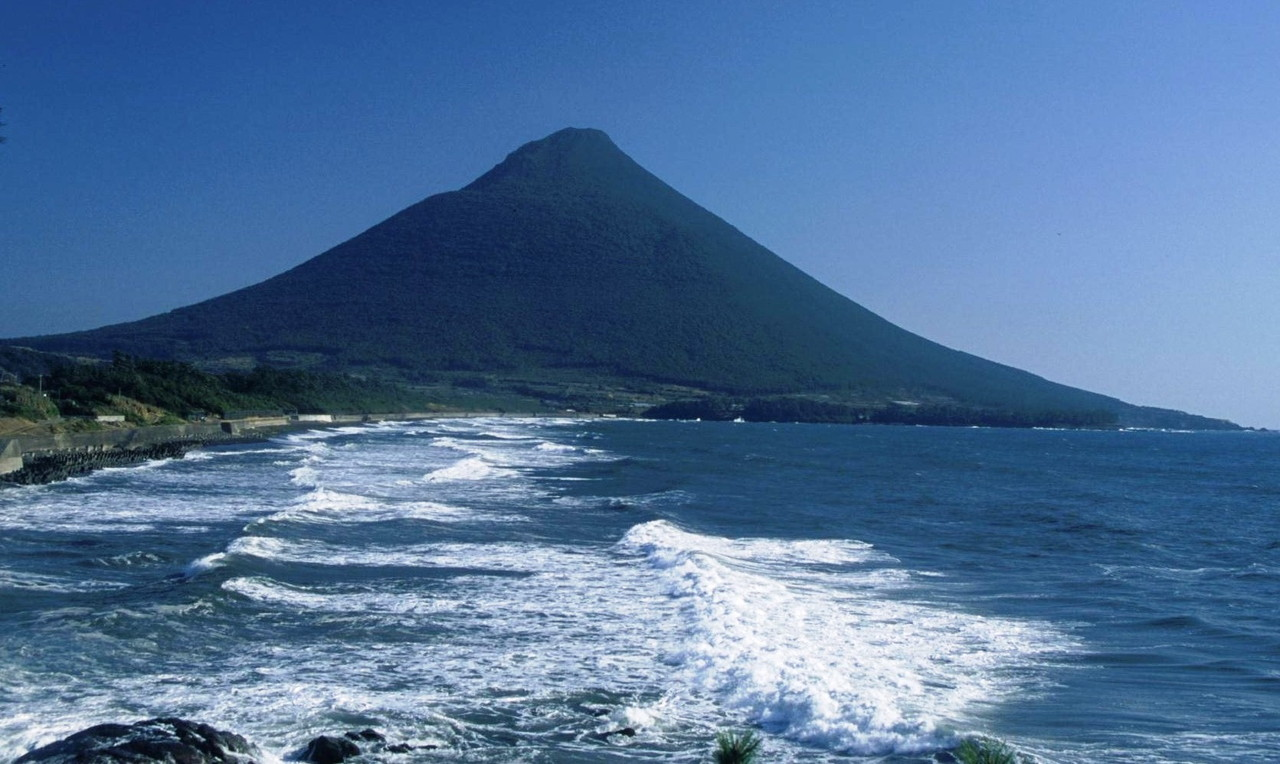
開聞岳

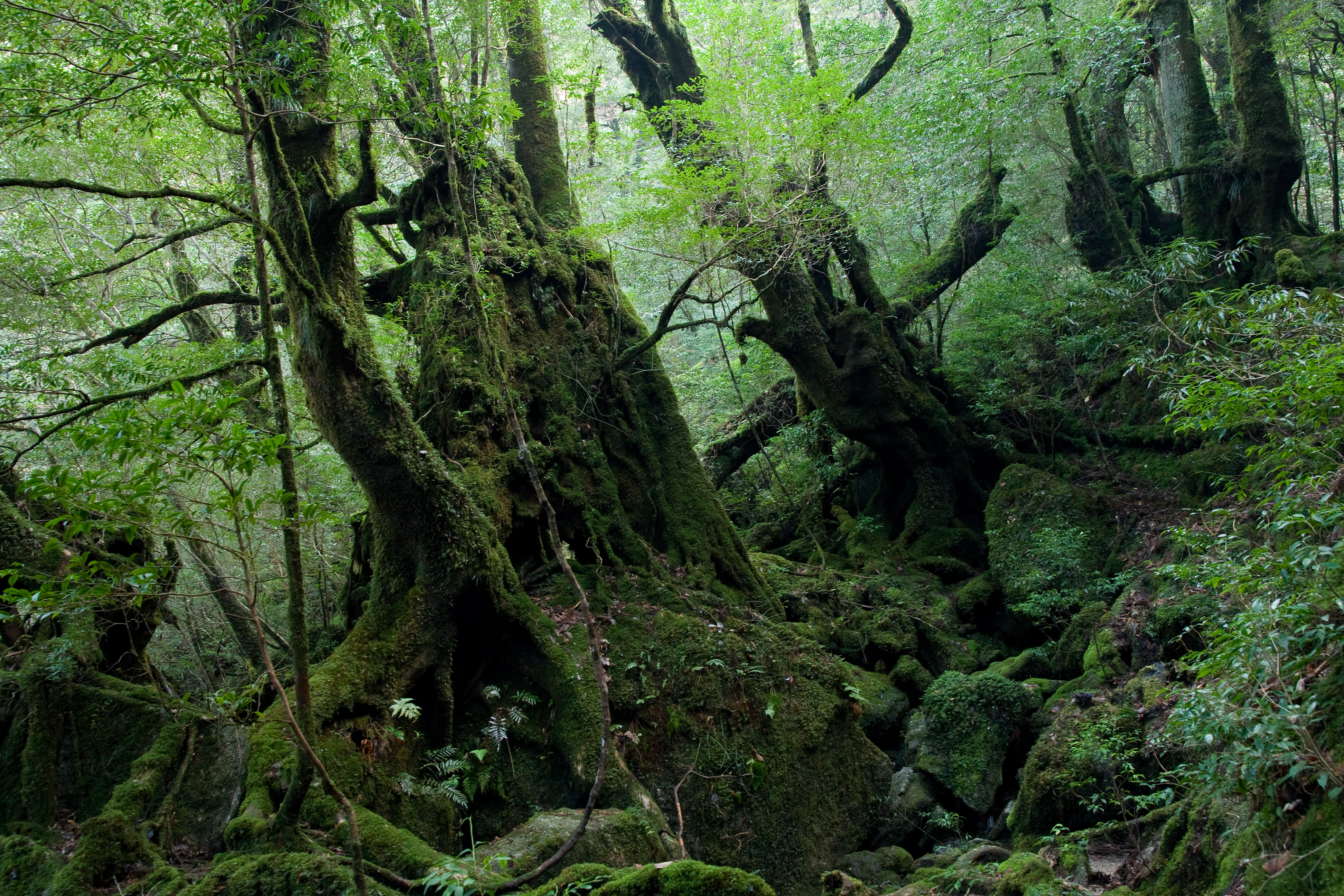
白谷雲水峡の森（屋久島）

- 鹿児島市の桜島、城山、いおワールドかごしま水族館、ドルフィンポート、鹿児島市街地の温泉など
- 霧島市の霧島温泉郷、日当山温泉、霧島山など
- 指宿の指宿温泉、池田湖、開聞岳など
- 出水のナベヅルの越冬（出水ツル渡来地）
- 大隅半島の佐多岬、霧島ヶ丘公園など
- 屋久島の屋久杉、白谷雲水峡など
- 奄美大島のマングローブ林など

### 祭事
- 初午祭（霧島市、旧暦1月18日の次の日曜日）
- 与論の十五夜踊（与論町、旧暦3月・8月・10月の15日、国の重要無形民俗文化財）
- 六月灯（鹿児島市など、旧暦6月）
- せっぺとべ（日置市、毎年6月初旬、日置市指定無形民俗文化財）
- 市来の七夕踊（いちき串木野市、毎年8月7日に近い日曜日、国の重要無形民俗文化財）
- かごしま錦江湾サマーナイト大花火大会（鹿児島市、毎年8月の土曜日）
- 八月踊（各地、旧暦8月）
- 秋名のアラセツ行事（龍郷町、旧暦8月の初丙の日、国の重要無形民俗文化財）
- 南薩摩の十五夜踊（枕崎市・南さつま市・南九州市、旧暦8月15日、国の重要無形民俗文化財）
- 川内大綱引（薩摩川内市、毎年9月）
- 諸鈍シバヤ（瀬戸内町、旧暦9月9日など、国の重要無形民俗文化財）
- おはら祭（鹿児島市、毎年11月）
- 弥五郎どん祭り（曽於市、毎年11月、鹿児島県指定無形民俗文化財）
- 大王殿祭り（姶良郡湧水町、毎年11月）
- 甑島のトシドン（薩摩川内市、大晦日、国の重要無形民俗文化財、ユネスコ無形文化遺産[46]）

## 対外関係
姉妹都市などは以下の通り。
- 韓国全羅北道
1989年（平成元年）10月 共同宣言
- シンガポール
- 香港
- アメリカ合衆国ジョージア州
1966年（昭和41年）11月28日 姉妹盟約
- 中国江蘇省
- 日本岐阜県
1971年（昭和46年）7月27日 姉妹県盟約
- イギリス ロンドン カムデン区
2018年（平成30年）7月18日 友好都市
- イギリス マンチェスター
2018年（平成30年）7月19日 友好都市

## 人物

### 鹿児島県名誉県民
鹿児島県名誉県民の称号は、2019年（平成31年）3月22日に制定された鹿児島県名誉県民条例（平成31年3月22日鹿児島県条例第2号）に基づき、「社会の発展に卓絶した功績があり、県民が誇りとしてひとしく敬愛する者」へ贈られる（条例第1条）。対象者は「社会福祉の向上、文化の振興その他の社会の発展に大きく貢献した者で、県内に居住し、又は居住していたもの」であり、鹿児島県知事が鹿児島県議会の同意を得て選定することが定められている（条例第2条）。
| 受賞者氏名 | 職業   | 選定年月日    | 備考                                                  | 出典   |
| ---------- | ------ | ------------- | ----------------------------------------------------- | ------ |
| 稲盛和夫   | 実業家 | 2019年6月28日 | 京セラ創業者・名誉会長 2015年11月16日に県民栄誉賞受賞 | [ 48 ] |

### 鹿児島県民栄誉表彰受賞者
| 受賞者氏名                   | 職業など                     | 授賞年月日     | 備考                                                                     | 出典          |
| ---------------------------- | ---------------------------- | -------------- | ------------------------------------------------------------------------ | ------------- |
| 百武裕司                     | アマチュア天文家             | 1996年10月     | 1995年末から1996年初にかけて「百武彗星」（C/1995 Y1、C/1996 B2）を発見。 |               |
| 鹿児島実業高等学校サッカー部 | 鹿児島実業高等学校サッカー部 | 1996年10月     | 第74回全国高等学校サッカー選手権大会で優勝。                             |               |
| 鹿児島実業高等学校硬式野球部 | 鹿児島実業高等学校硬式野球部 | 1996年10月     | 第68回選抜高等学校野球大会で優勝。                                       |               |
| 本郷かまと                   |                              | 2002年         | 2002年に世界最高齢者となる。                                             |               |
| 柴田亜衣                     | 競泳選手                     | 2004年9月      | アテネオリンピック女子800m自由形で金メダルを獲得。                       |               |
| 赤崎勇                       | 名城大学終身教授             | 2015年6月25日  | 2014年に『高輝度青色発光ダイオードの発明』でノーベル物理学賞を受賞。     | [ 49 ] [ 50 ] |
| 稲盛和夫                     | 実業家                       | 2015年11月16日 | 京セラ創業者・名誉会長 2019年7月14日に名誉県民に選定される               | [ 51 ]        |
| 浜田尚里                     | 柔道選手                     | 2021年8月      | 2020年東京オリンピック柔道女子78キロ級で金メダルを獲得。                 | [ 52 ]        |
| 川畑瞳                       | ソフトボール選手             | 2021年8月      | 同オリンピックソフトボール競技で金メダルを獲得。                         | [ 52 ]        |